# Les Thons
 (juillet 2025).
Les Thons est une commune française située dans le département des Vosges en région Grand Est.

## Géographie

### Localisation
La commune est constituée de deux hameaux situés sur la rive droite de la Saône naissante : Grand-Thon et Petit-Thon. Leur nom viendrait d'un radical celtique désignant une vallée.

### Géologie et relief
Espaces naturels :
- Un espace protégé Natura 2000 : Lit majeur de la Saône de Lironcourt à Monthureux-sur-Saône.
- Deux zones naturelles d'intérêt écologique, faunistique et floristique (Znieff) :  Vôge et Bassigny.

### Sismicité
Commune située dans une zone 2 de sismicité faible.

### Hydrographie et les eaux souterraines

#### Réseau hydrographique
La commune est située dans le bassin versant de la Saône au sein du bassin Rhône-Méditerranée-Corse. Elle est drainée par la Saône, le ruisseau Haut Fer et le ruisseau du Grand Thon.
La Saône prend sa source à Vioménil au pied du Ménamont, au sud des monts Faucilles à 405 m d'altitude. Elle conflue avec le Rhône à Lyon, à l'altitude de 163 mètres après avoir traversé le val de Saône.
Le ruisseau Haut Fer, d'une longueur totale de 12,8 km, prend sa source dans la commune de Lamarche et se jette dans la Saône à Fignévelle, après avoir traversé six communes.

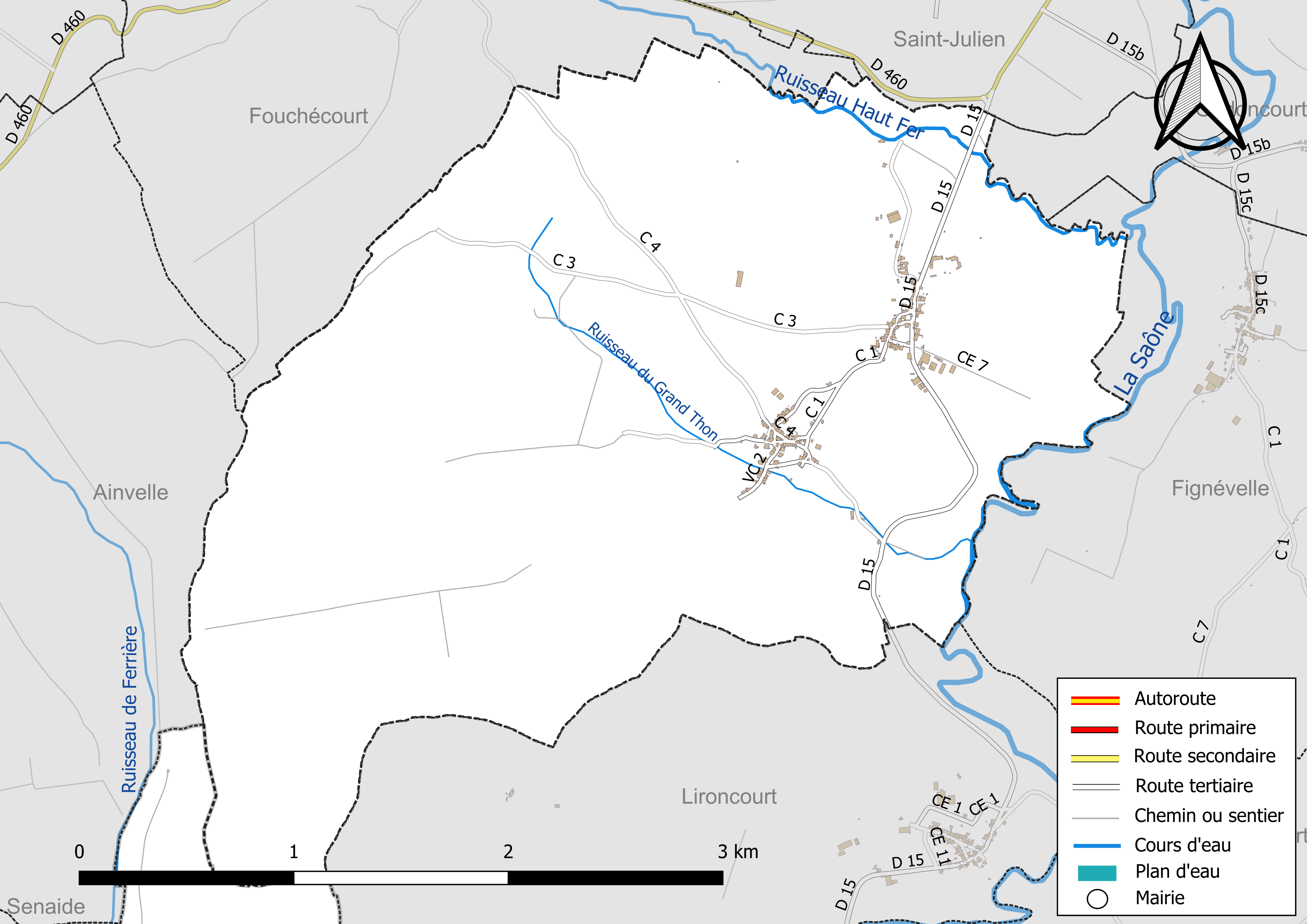
Réseaux hydrographique et routier des Thons.

#### Gestion et qualité des eaux
Le territoire communal est couvert par le schéma d'aménagement et de gestion des eaux (SAGE) « Nappe des Grès du Trias Inférieur ». Ce document de planification, dont le territoire comprend le périmètre de la zone de répartition des eaux de la nappe des Grès du trias inférieur (GTI), d'une superficie de 1 497 km2, est en cours d'élaboration. L’objectif poursuivi est de stabiliser les niveaux piézométriques de la nappe des GTI et atteindre l'équilibre entre les prélèvements et la capacité de recharge de la nappe. Il doit être cohérent avec les objectifs de qualité définis dans les SDAGE Rhin-Meuse et Rhône-Méditerranée. La structure porteuse de l'élaboration et de la mise en œuvre est le conseil départemental des Vosges.
La qualité des cours d’eau peut être consultée sur un site dédié géré par les agences de l’eau et l’Agence française pour la biodiversité.

### Climat
Pour des articles plus généraux, voir Climat du Grand Est et Climat des Vosges.
En 2010, le climat de la commune est de type climat des marges montargnardes, selon une étude du Centre national de la recherche scientifique s'appuyant sur une série de données couvrant la période 1971-2000. En 2020, Météo-France publie une typologie des climats de la France métropolitaine dans laquelle la commune est exposée à un climat océanique altéré et est dans la région climatique Lorraine, plateau de Langres, Morvan, caractérisée par un hiver rude (1,5 °C), des vents modérés et des brouillards fréquents en automne et hiver.
Pour la période 1971-2000, la température annuelle moyenne est de 9,8 °C, avec une amplitude thermique annuelle de 17,2 °C. Le cumul annuel moyen de précipitations est de 968 mm, avec 12,9 jours de précipitations en janvier et 9,5 jours en juillet. Pour la période 1991-2020, la température moyenne annuelle observée sur la station météorologique de Météo-France la plus proche, « Venisey », sur la commune de Venisey à 19 km à vol d'oiseau, est de 11,0 °C et le cumul annuel moyen de précipitations est de 850,7 mm. 
La température maximale relevée sur cette station est de 39,7 °C, atteinte le 25 juillet 2019 ; la température minimale est de −17,4 °C, atteinte le 30 décembre 2005,,.
Les paramètres climatiques de la commune ont été estimés pour le milieu du siècle (2041-2070) selon différents scénarios d'émission de gaz à effet de serre à partir des nouvelles projections climatiques de référence DRIAS-2020. Ils sont consultables sur un site dédié publié par Météo-France en novembre 2022.

## Urbanisme

### Typologie
Au 1er janvier 2024, Les Thons est catégorisée commune rurale à habitat dispersé, selon la nouvelle grille communale de densité à sept niveaux définie par l'Insee en 2022.
Elle est située hors unité urbaine et hors attraction des villes,.

### Occupation des sols
L'occupation des sols de la commune, telle qu'elle ressort de la base de données européenne d’occupation biophysique des sols Corine Land Cover (CLC), est marquée par l'importance des territoires agricoles (66,7 % en 2018), en diminution par rapport à 1990 (69,3 %). La répartition détaillée en 2018 est la suivante :
terres arables (32,7 %), forêts (30,7 %), prairies (20,2 %), zones agricoles hétérogènes (13,8 %), zones urbanisées (2,6 %). L'évolution de l’occupation des sols de la commune et de ses infrastructures peut être observée sur les différentes représentations cartographiques du territoire : la carte de Cassini (XVIIIe siècle), la carte d'état-major (1820-1866) et les cartes ou photos aériennes de l'IGN pour la période actuelle (1950 à aujourd'hui).

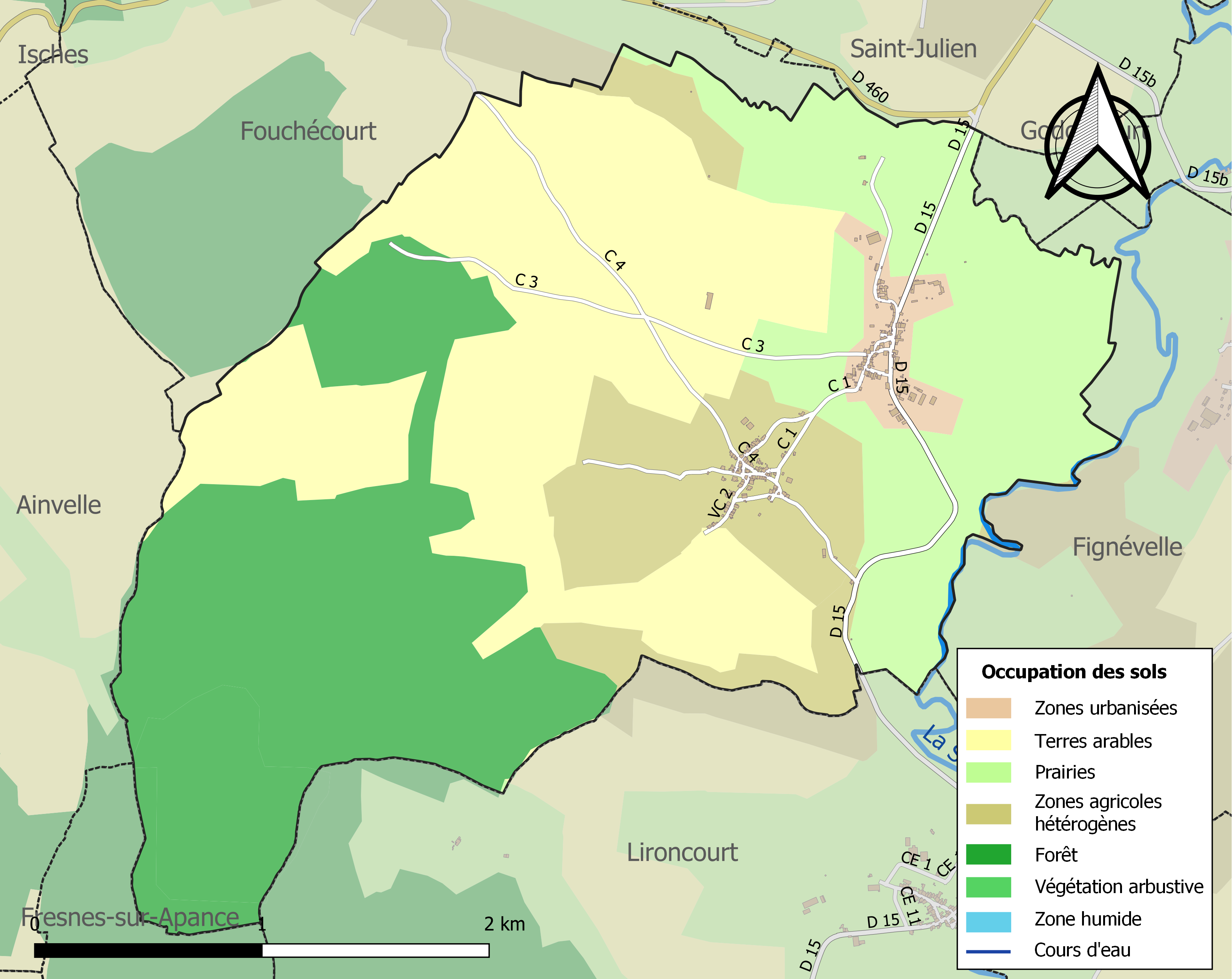
Carte des infrastructures et de l'occupation des sols de la commune en 2018 (CLC).

### Voies de communications et transports

#### Voies routières
- Autoroute A31 : Échangeur Robécourt.

#### Transports en commun

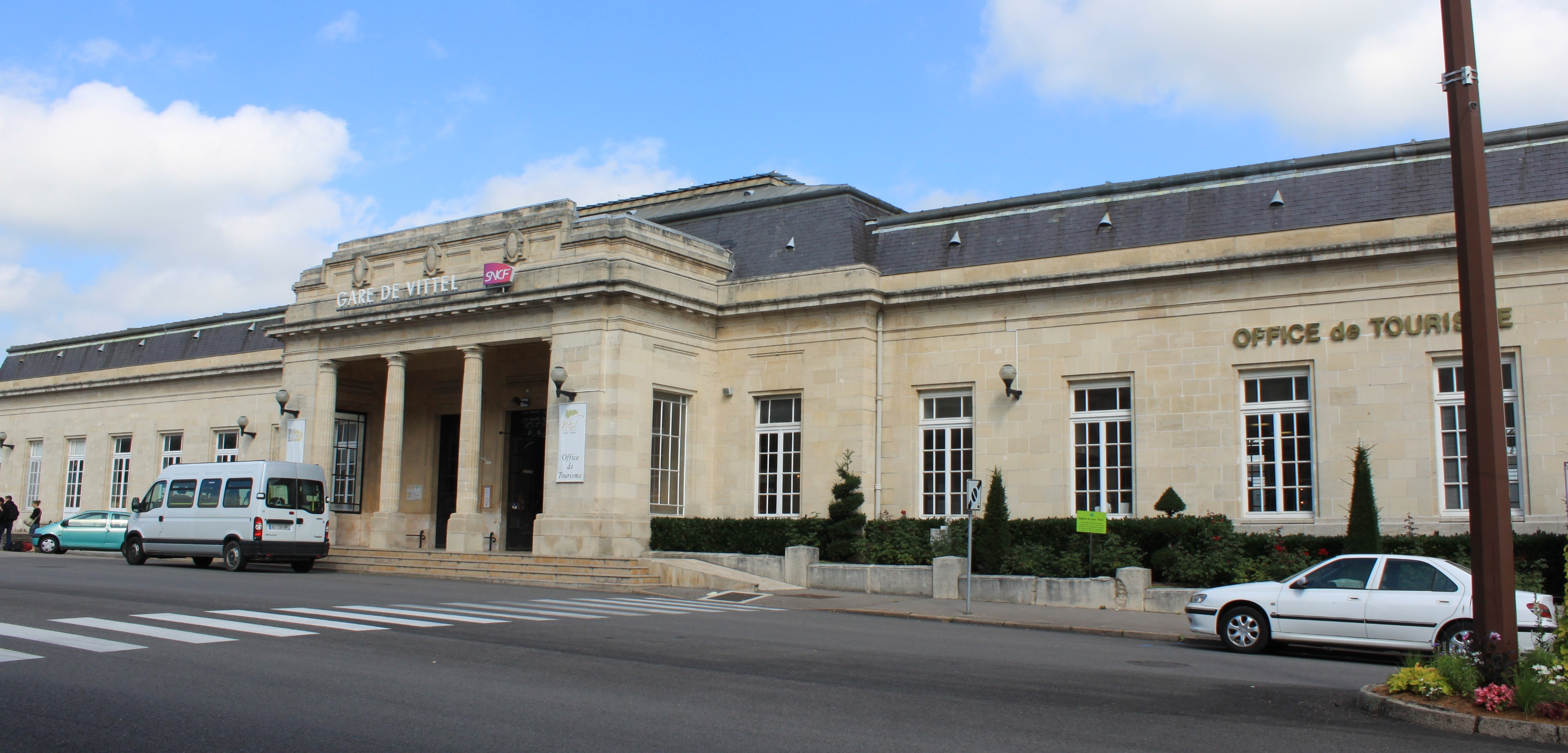
Gare de Vittel.

- Fluo Grand Est.

#### Lignes SNCF
- Gare de Contrexéville
- Gare de Vittel
- Gare de Merrey

## Toponymie
Le nom de la localité est attesté sous les formes De duabus Tonis (1136) ; Walterus miles de Tonz (1168) ; « In nemoribus duarum villarum quæ dicuntur Thons » (1211) ; Le fié des douz Tonz (1263) ; A Tons (1264) ; Le fié des deux Tons (1264) ; Thons, Thon (1449) ; Ton,… es deux Thons, c’est assavoir a la Grant et a la Petite (1452) ; Les petit et grand Thons (1581) ; La grande et petite Thon (1586) ; Lestens (1656) ; Le Thons, grand et petit (1711) ; Thons sive Petit Thons, Thon le Grand (1749) ; Thon-le-Grand, Thon-le-Petit (1753).

De tonus en latin qui signifie « tension, énergie ». Donc rien à voir avec les poisson.

Il y aurait présomption de l'attribuer  au radical Thal (vallée) des Germains, racine ton / tin.

## Histoire
Il est fait mention des Thons (De duabus Tonis) dès 1136 dans la Gallia Christiana. Le village est constitué de deux sections distinctes, le Grand Thon et le Petit Thon, chacune possédant sa propre église.
La communauté des Thons appartenait au bailliage de Lamarche ; on y distinguait la petite seigneurie, dite seigneurie commune, et la grande seigneurie. Au spirituel, la paroisse faisait partie du diocèse de Besançon. La cure était à la collation de l’abbé de Luxeuil. Il y avait au Petit Thon un couvent de cordeliers, bâti et doté par les seigneurs du lieu.
De 1790 à l’an IX, Les Thons ont fait partie du canton de Châtillon-sur-Saône dans le district de la Marche.

## Politique et administration
| Période                                  | Période      | Identité                  | Étiquette   | Qualité                                          |
| ---------------------------------------- | ------------ | ------------------------- | ----------- | ------------------------------------------------ |
| Les données manquantes sont à compléter. |              |                           |             |                                                  |
| mars 1989                                | juin 1995    | Anna Angelot (1924-1999)  | SE          | Retraitée de la poste                            |
| juin 1995                                | 21 mars 2020 | Robert Mougin (1936-2020) | SE          | Agriculteur retraité, décédé en cours de mandat. |
| 2021                                     | En cours     | Jean-Claude Sylvestre     | Renaissance | retraité, agent d'assurances                     |

### Budget et fiscalité 2022

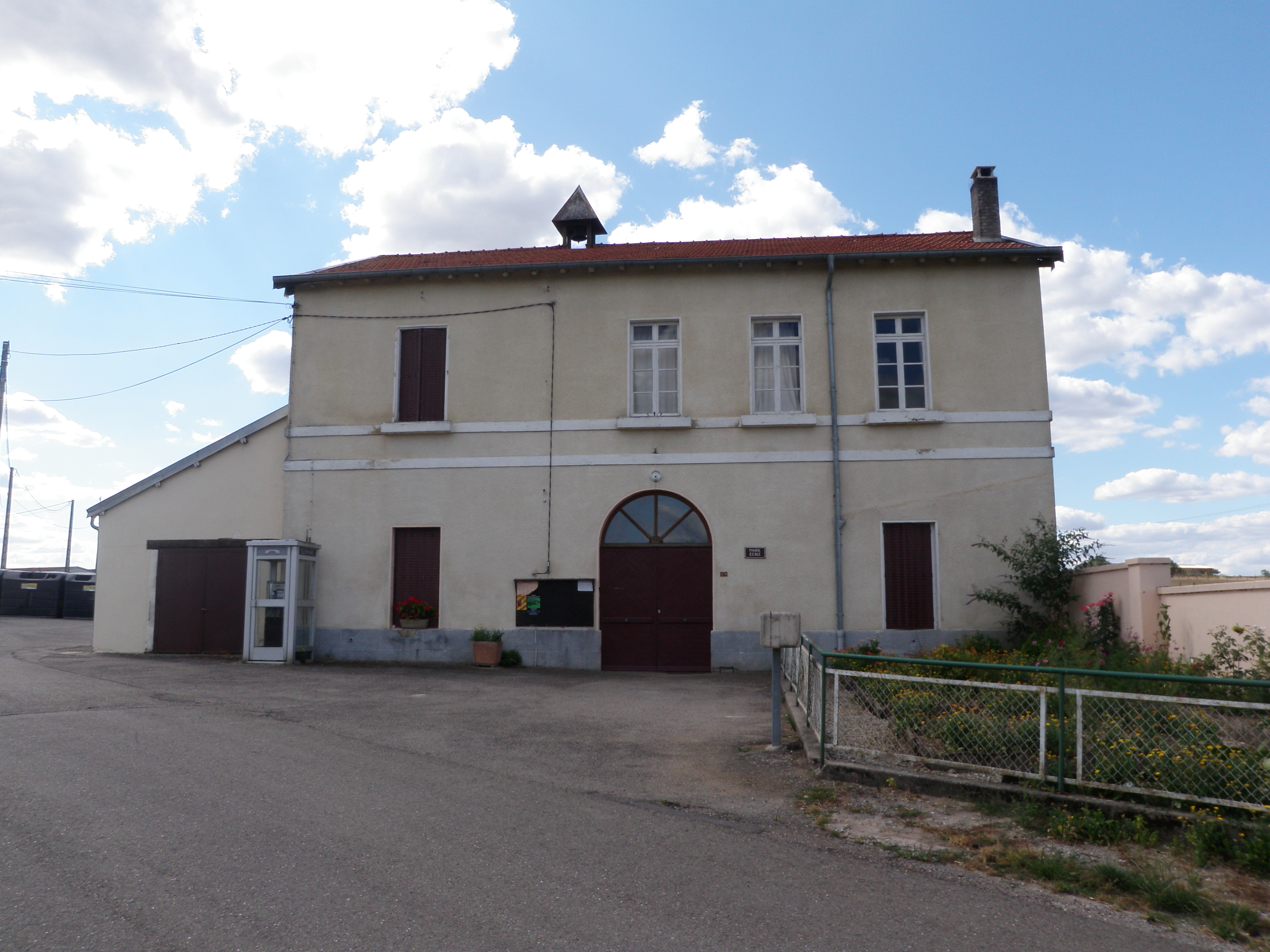
La mairie-école.

En 2022, le budget de la commune était constitué ainsi :
- total des produits de fonctionnement : 240 000 €, soit 2 230 € par habitant ;
- total des charges de fonctionnement : 67 000 €, soit 653 € par habitant ;
- total des ressources d'investissement : 44 000 €, soit 423 € par habitant ;
- total des emplois d'investissement : 28 000 €, soit 269 € par habitant ;
- endettement : 112 000 €, soit 1 083 € par habitant.

Avec les taux de fiscalité suivants :
- taxe d'habitation : 17,70 % ;
- taxe foncière sur les propriétés bâties : 40,75 % ;
- taxe foncière sur les propriétés non bâties : 17,41 % ;
- taxe additionnelle à la taxe foncière sur les propriétés non bâties : 0,00 % ;
- cotisation foncière des entreprises : 0,00 %.

Chiffres clés Revenus et pauvreté des ménages en 2021 : médiane en 2021 du revenu disponible, par unité de consommation : 19 730 €.

## Population et société

### Démographie

#### Évolution démographique
L'évolution du nombre d'habitants est connue à travers les recensements de la population effectués dans la commune depuis 1793. Pour les communes de moins de 10 000 habitants, une enquête de recensement portant sur toute la population est réalisée tous les cinq ans, les populations de référence des années intermédiaires étant quant à elles estimées par interpolation ou extrapolation. Pour la commune, le premier recensement exhaustif entrant dans le cadre du nouveau dispositif a été réalisé en 2006.

En 2022, la commune comptait 97 habitants, en évolution de −8,49 % par rapport à 2016 (Vosges : −2,96 %, France hors Mayotte : +2,11 %).
| 1793 | 1800 | 1806 | 1821 | 1831 | 1836 | 1841 | 1846 | 1856 |
| ---- | ---- | ---- | ---- | ---- | ---- | ---- | ---- | ---- |
| 393  | 484  | 510  | 528  | 551  | 554  | 575  | 611  | 531  |

| 1861 | 1866 | 1876 | 1881 | 1886 | 1891 | 1896 | 1901 | 1906 |
| ---- | ---- | ---- | ---- | ---- | ---- | ---- | ---- | ---- |
| 531  | 541  | 506  | 505  | 466  | 438  | 406  | 380  | 341  |

| 1911 | 1921 | 1926 | 1931 | 1936 | 1946 | 1954 | 1962 | 1968 |
| ---- | ---- | ---- | ---- | ---- | ---- | ---- | ---- | ---- |
| 326  | 282  | 279  | 252  | 257  | 218  | 235  | 233  | 234  |

| 1975 | 1982 | 1990 | 1999 | 2006 | 2011 | 2016 | 2021 | 2022 |
| ---- | ---- | ---- | ---- | ---- | ---- | ---- | ---- | ---- |
| 196  | 165  | 160  | 144  | 129  | 118  | 106  | 99   | 97   |

### Enseignement
Établissements d'enseignements:
- Écoles maternelles et primaires à Isches, Monthureux-sur-Saône.
- Collèges à Monthureux-sur-Saône, Bourbonne-les-Bains, Lamarche, Martigny-les-Bains, Jussey.
- Lycées à Contrexéville.

### Santé
Professionnels et établissements de santé :
- Médecins à Mont-lès-Lamarche, Monthureux-sur-Saône, Bourbonne-les-Bains, Lamarche.
- Pharmacies à Monthureux-sur-Saône, Bourbonne-les-Bains, Lamarche.
- Hôpitaux à Lamarche, Saint-Rémy, Vittel, Ville-sur-Illon.

### Cultes
- Culte catholique, Paroisses de la Vallée de Haute Moselle[28], Diocèse de Saint-Dié.

## Économie

### Entreprises et commerces

#### Agriculture
- Culture et élevage associés.
- Élevage de vaches laitières.
- Élevage d'autres bovins et de buffles.

#### Tourisme
- Hébergements et restauration à Monthureux-sur-Saône, Bourbonne-les-Bains, Melay, Claudon, Dombasle-devant-Darney.

#### Commerces
- Commerces et services de proximité.

## Culture locale et patrimoine

### Lieux et monuments

#### Le Petit-Thon
- Couvent des Cordeliers (XVe siècle/XIXe siècle) et son église Notre-Dame-des-Neiges.

Le couvent est fondé en 1452 à la demande de Guillaume de Saint-Loup et de son épouse Jeanne de Choiseul, avec l'appui du duc Jean II de Lorraine. Il est construit au Petit-Thon, aux confins du diocèse de Besançon à l'époque, par l'ordre des frères mineurs de Dole qui en avaient obtenu l'autorisation en 1451 du pape Nicolas V. Le couvent est inscrit au titre des monuments historiques par arrêté du 20 juin 1945. L'église est classée monument historique par arrêté du 15 décembre 1980.
- Château des Thons (XVIIe siècle)

Il ne subsiste que la moitié gauche de l'édifice ; l'autre moitié a été démontée au début du XXe siècle pour être reconstruite aux États-Unis, dans le village d'Upper Brookville sur Long Island. Le château possède un grand colombier circulaire.
- Église Saint-Pancrace ; le panneau rédigé par l'association Saône-Lorraine nous indique :

"Reconstruite à la fin du XVe siècle, elle fut bénie par Antoine de Neufchatel, abbé de Luxeuil. Jusqu'à la Révolution, Luxeuil patronnait la cure des Thons et prélevait les deux tiers des dîmes. La nef, allongée d'une travée au XIXe siècle, est simple et basse ; le chœur et le clocher semblent antérieurs au XVe siècle. La sacristie occupe l'ancienne chapelle seigneuriale où fut inhumé le dernier seigneur des Thons, Jean Baptiste Marc Toussaint de Viray. L'intérieur fut restauré par les villageois en 1982."
- Fontaine-égayoir du Petit-Thon ; le panneau rédigé par l'association Saône-Lorraine nous indique :

"Jusqu'au début du XIXe siècle où fut aménagée cette belle fontaine avec égayoir, la source qui l'alimentait était utilisée comme point d'eau pour rouir le chanvre ; les saules qui l'encadrent ont au moins 250 ans d'âge et méritent un grand respect. Le terme d'égayoir ou aiguayoir vient du mot aigue, eau en vieux français (aqua en latin). Le bassin pavé semi-circulaire, rempli d'eau, permettait aux chevaux de trait d'y rafraîchir leurs jambes échauffées par l'effort. À double titre, cette fontaine-égayoir témoigne des traditions de la vie rurale en Saône-Lorraine autrefois. Elle est restaurée en 1988 grâce à la chambre des métiers, au C.E.A.T.L.O.R., aux artisans et aux compagnons."
- Lavoir et fontaines du Petit-Thon

La rue de Lorraine au Petit-Thon accueille un lavoir couvert et trois anciennes fontaines. Le lavoir, situé entre le couvent des Cordeliers et le château, est complété d'une fontaine portant le nom de Saint-François. Concernant les trois autres fontaines, une est en métal, les deux autres en pierre.
- Calvaire du Petit-Thon

Le Petit-Thon possède un calvaire, non loin du couvent des Cordeliers. Plusieurs marches permettent de le surélever.
- Fermes et maisons d'ouvriers (XVIIe siècle au XIXe siècle) dont l'ancienne cure avec sa tourelle

Une majorité de maisons du village ont conservé leurs beaux encadrements de portes et fenêtres, et autres éléments de décoration des XVIIe siècle, XVIIIe siècle et XIXe siècle. On peut voir notamment les maisons de la rue de Lorraine (la "Maison paysanne", le no 351 et le no 411), de la rue des Cannes (no 99) et de la rue de la mairie (l'ancien presbytère au no 39 et la "Maison du Châtelain" au no 135). (voir photos ci-dessous)
- Ancien moulin du Petit-Thon

Il se situe au nord du Petit-Thon, non loin du pont romain, sur le ruisseau du Haut Fer, qui se jette quelques centaines de mètres plus loin dans la Saône.
- Pont romain ; le panneau rédigé par l'association Saône-Lorraine nous indique :

"Ce pont enjambe le Ru du Haut-fer (ou de l'Iche) qui séparait à l'ère gallo-romaine le territoire des Séquanes et celui des Leuques, puis à l'ère chrétienne le diocèse de Besançon et celui de Toul. La voie romaine qui l'empruntait joignait le village des Thons, Serécourt et Lignéville. Son tracé est encore visible dans le voisinage du village, et sur son terroir. Si le pont est encore intact c'est que : 1) Vers 1840, la route Monthureux Châtillon a utilisé l'actuel tracé, reléguant la voie romaine au rôle de chemin rural et le pont à l'état d'épave historique. 2) A l'automne 1983, il a été restauré par les villageois des Thons qui ont eu conscience de sauver un fleuron de leur patrimoine riche et varié. Respectez ces lieux, ce pont et son environnement ont plus de 20 siècles."

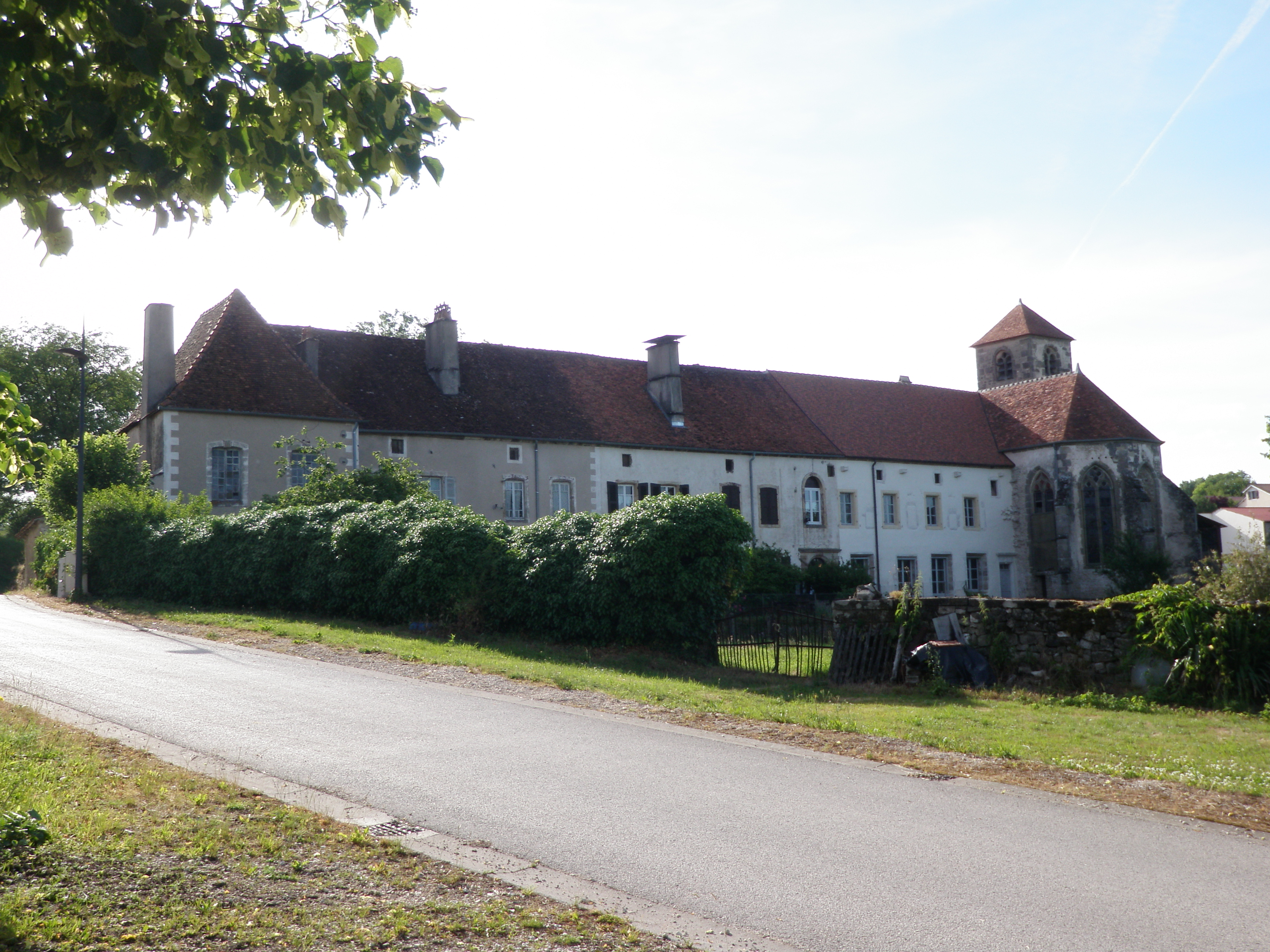
Couvent des Cordeliers.
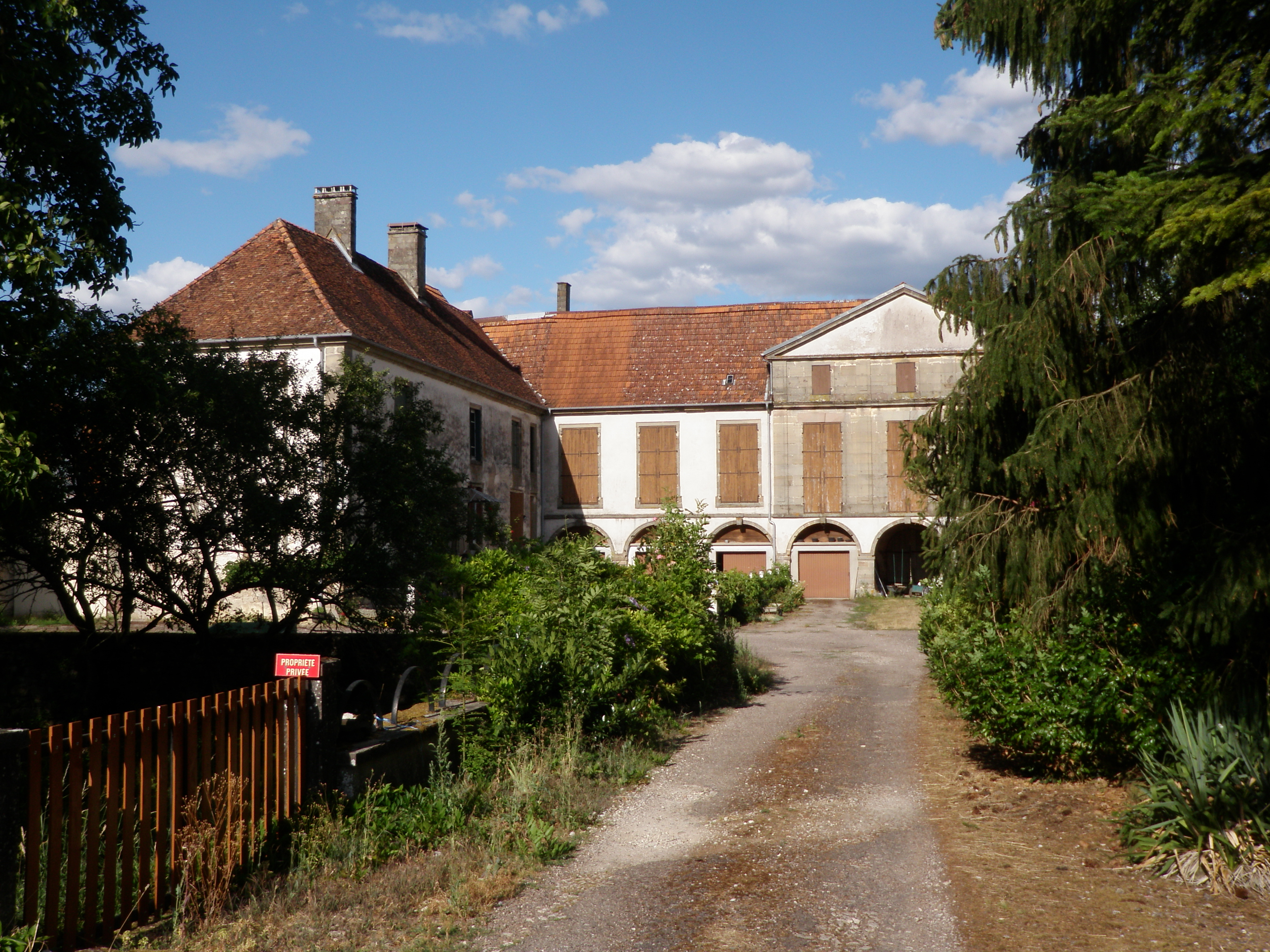
Château des Thons.
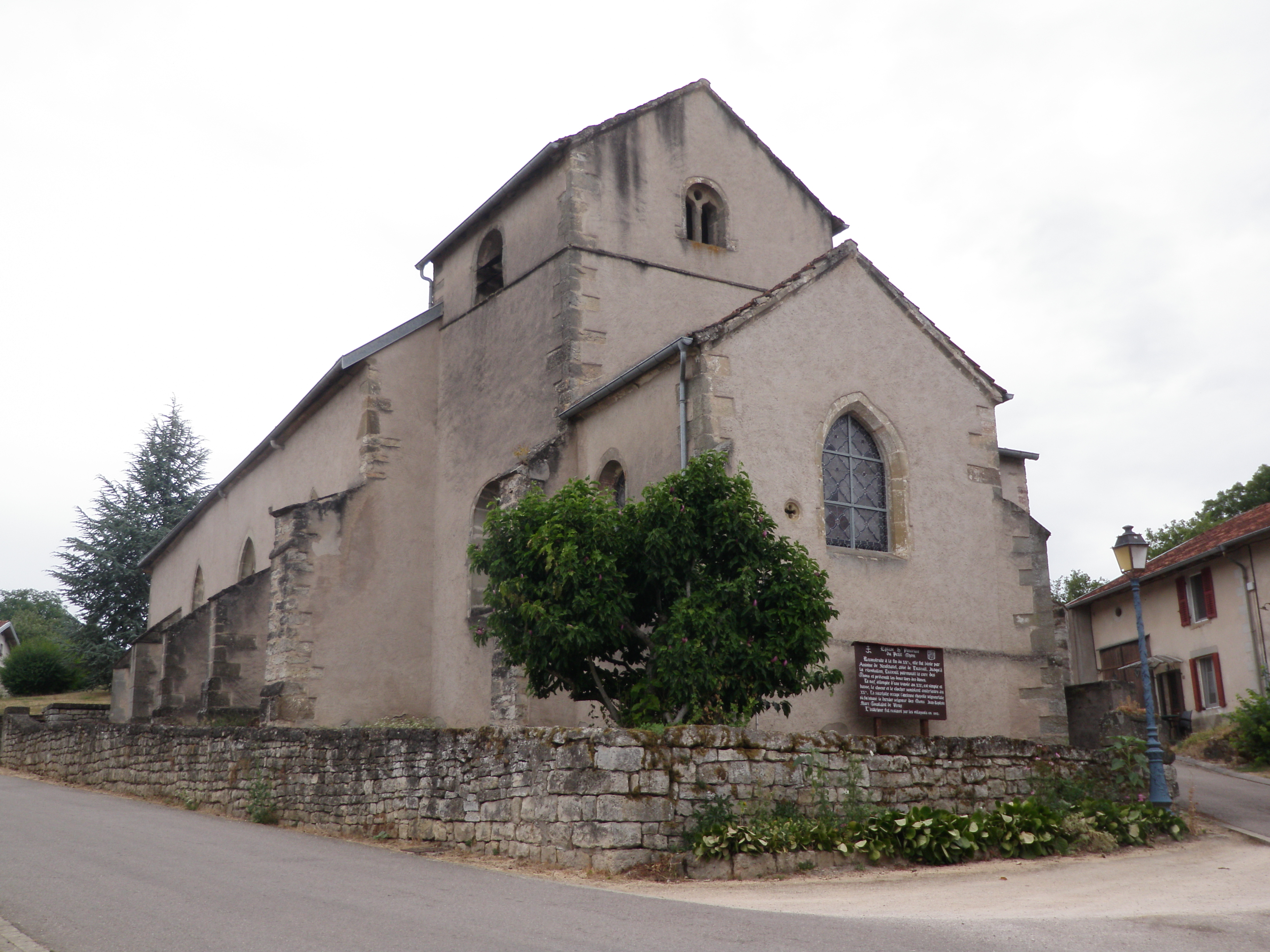
Église Saint-Pancrace.
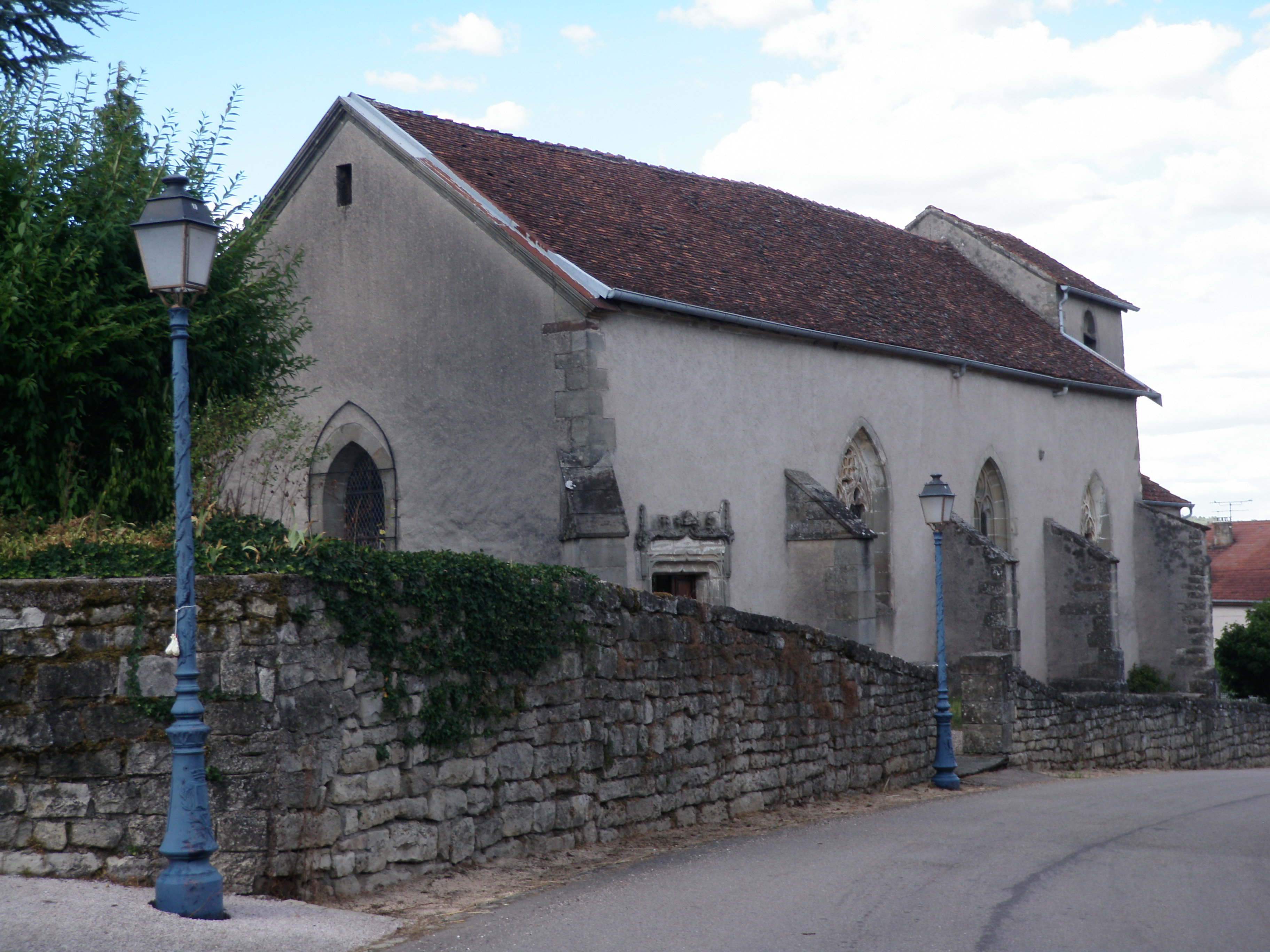
Église Saint-Pancrace.
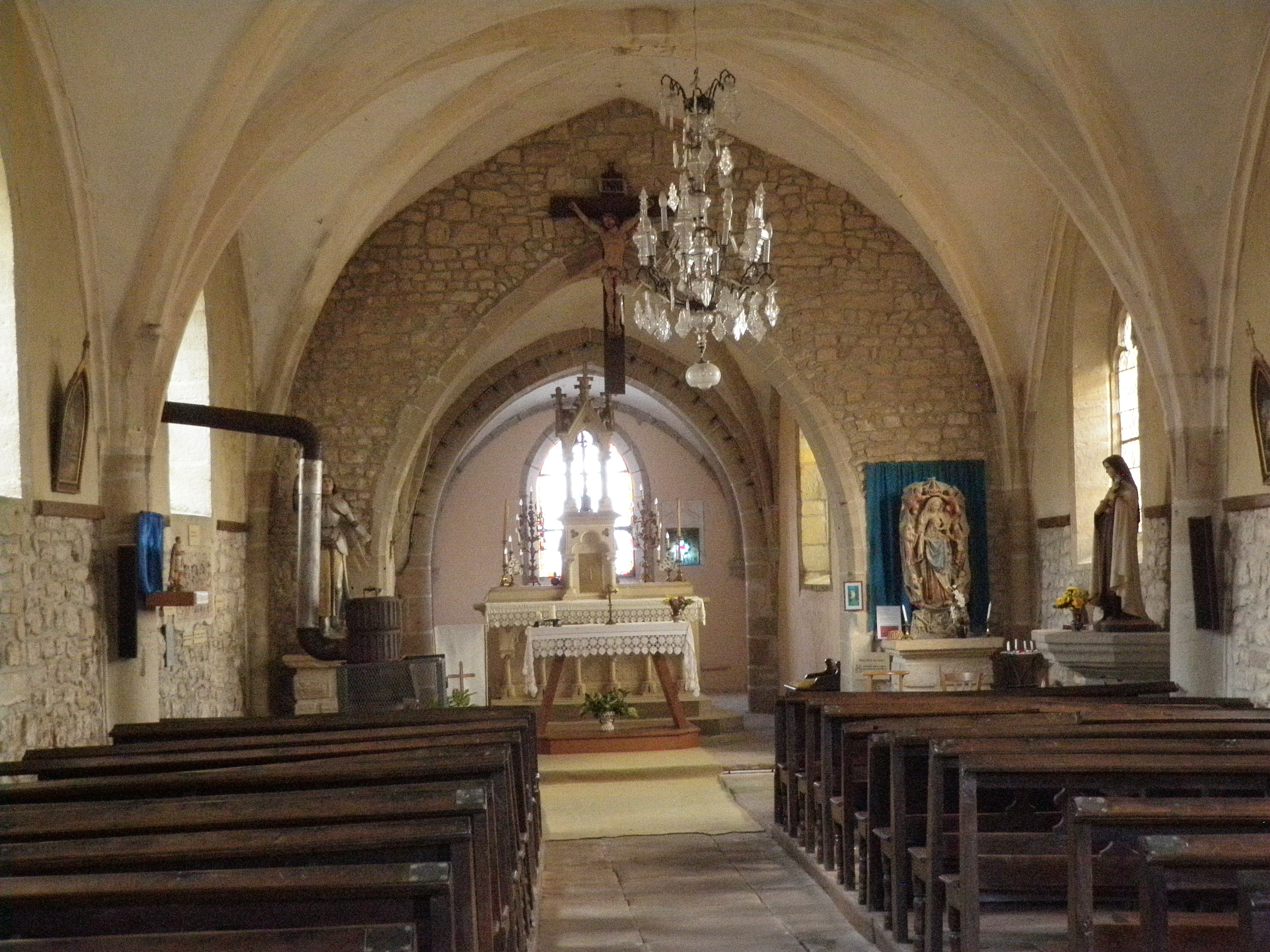
Église Saint-Pancrace.
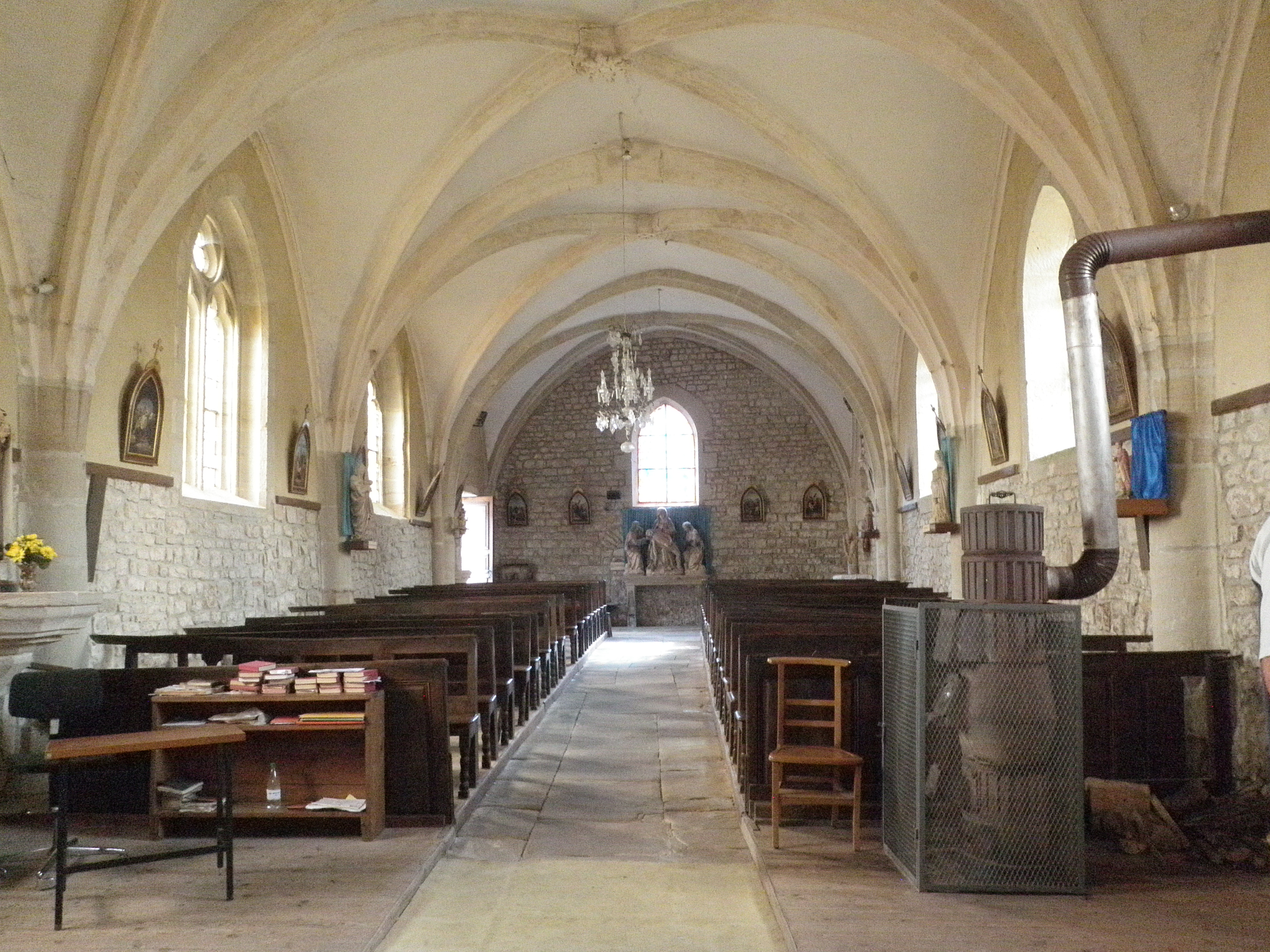
Église Saint-Pancrace.
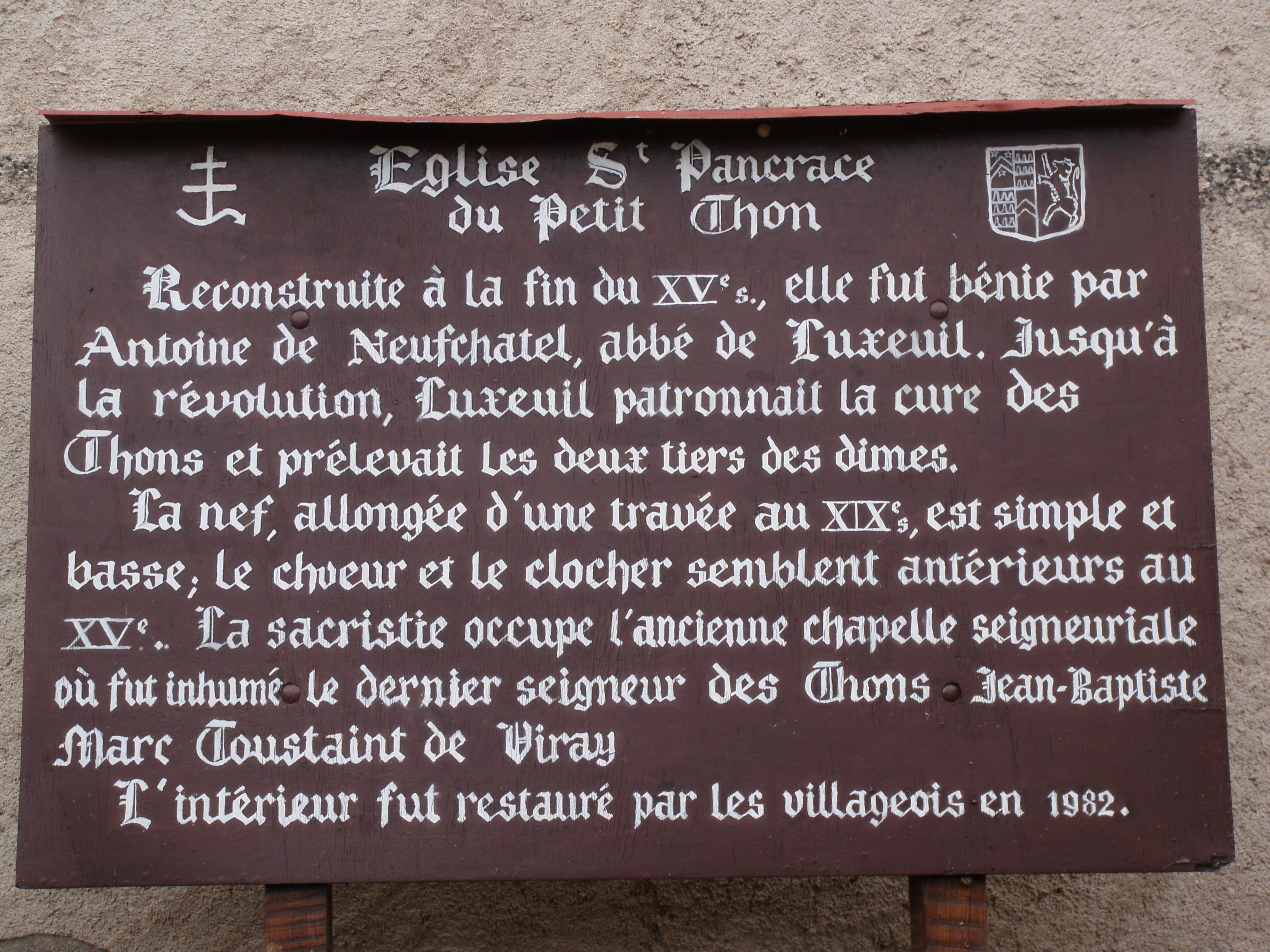
Panneau de l'église Saint-Pancrace.
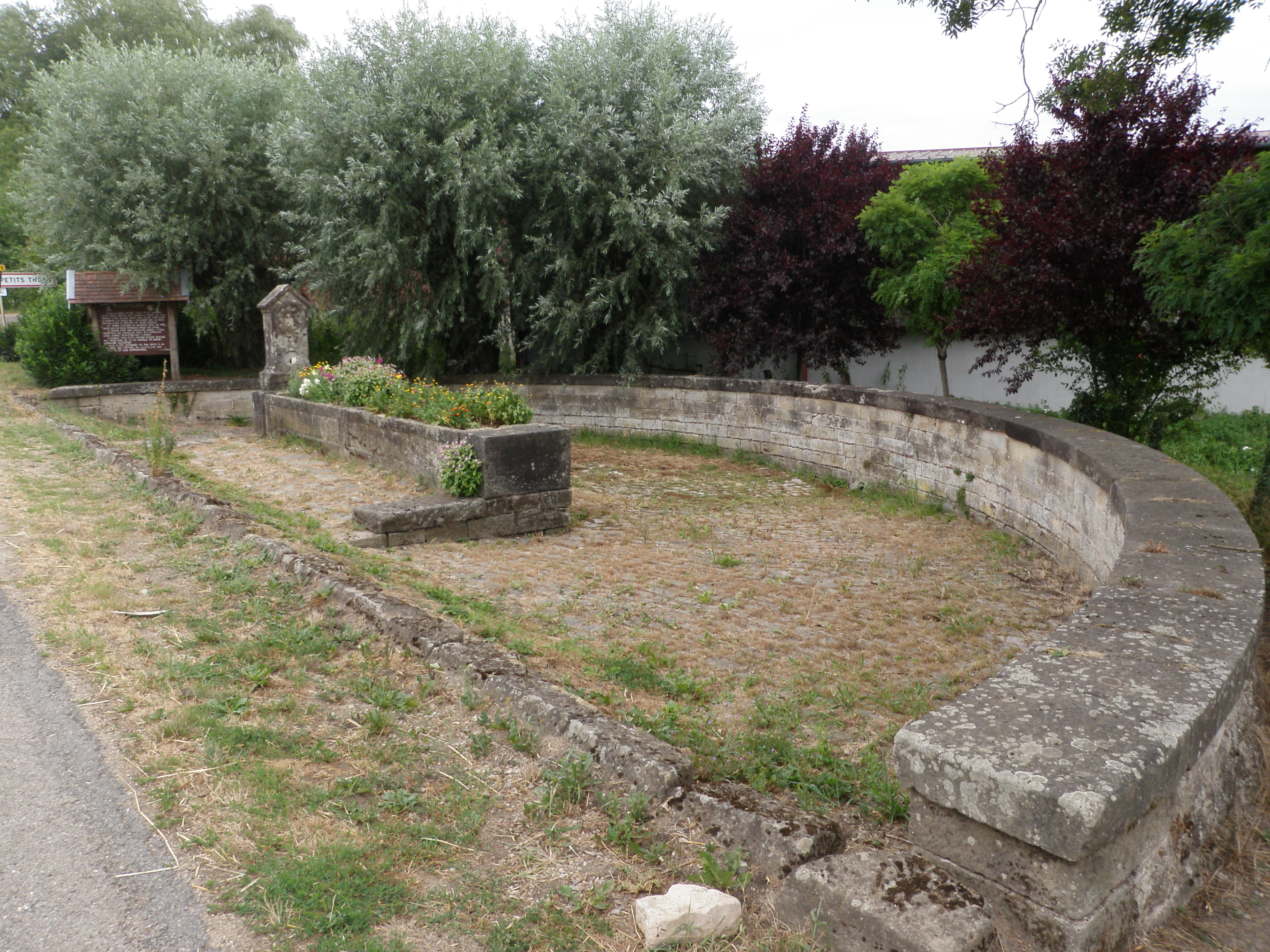
Fontaine-égayoir.
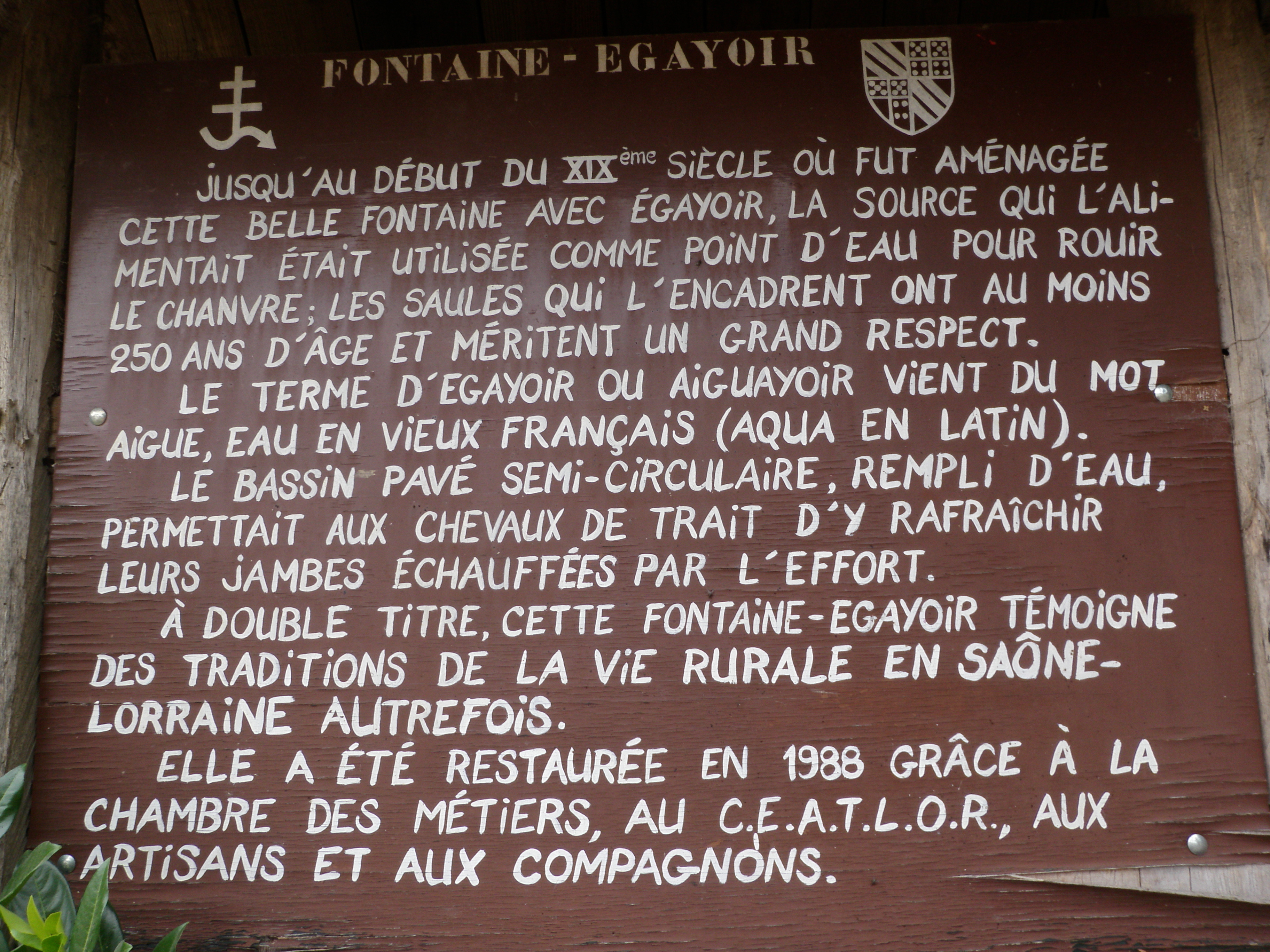
Panneau de la fontaine-égayoir.
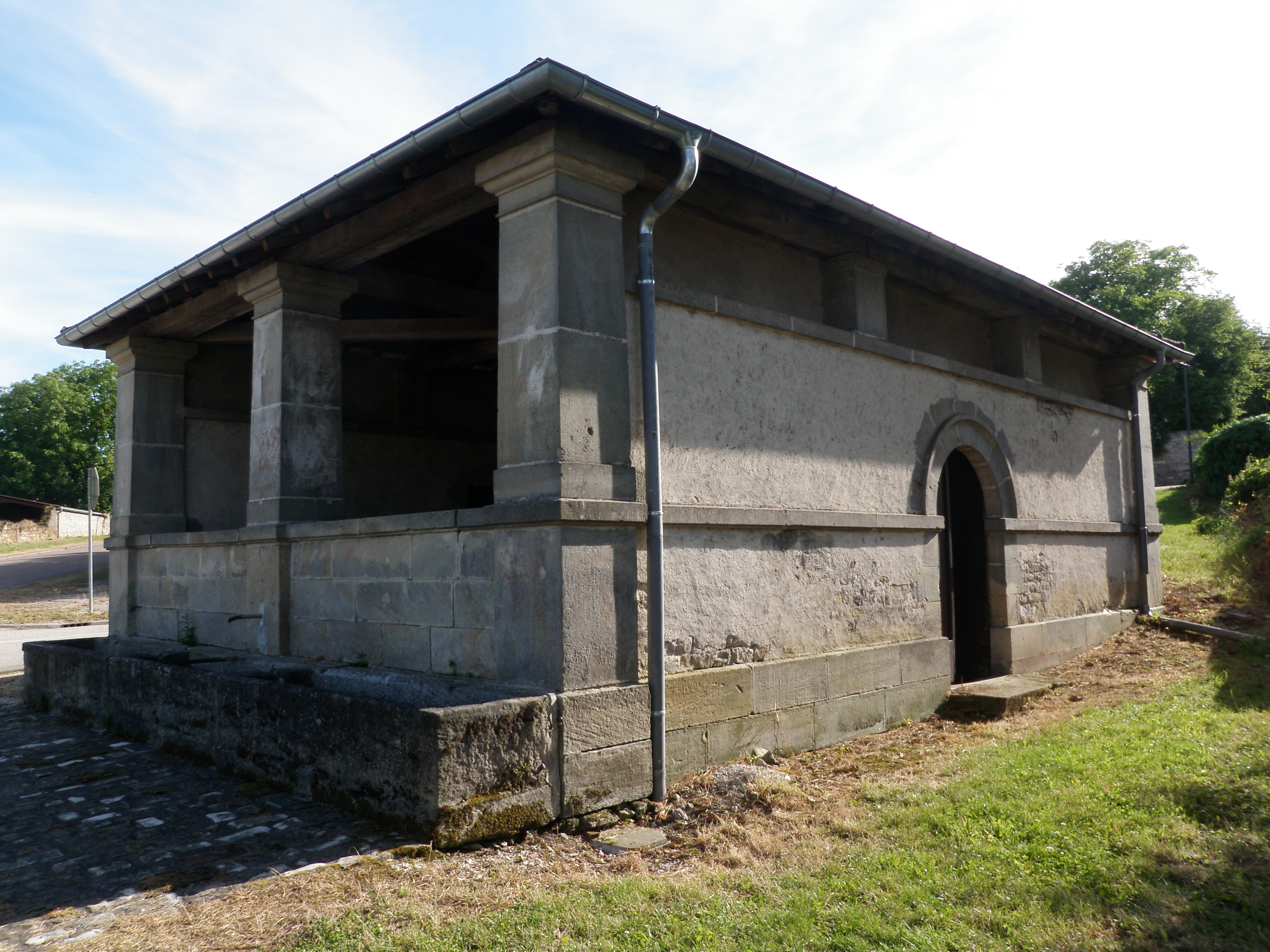
Lavoir (extérieur).
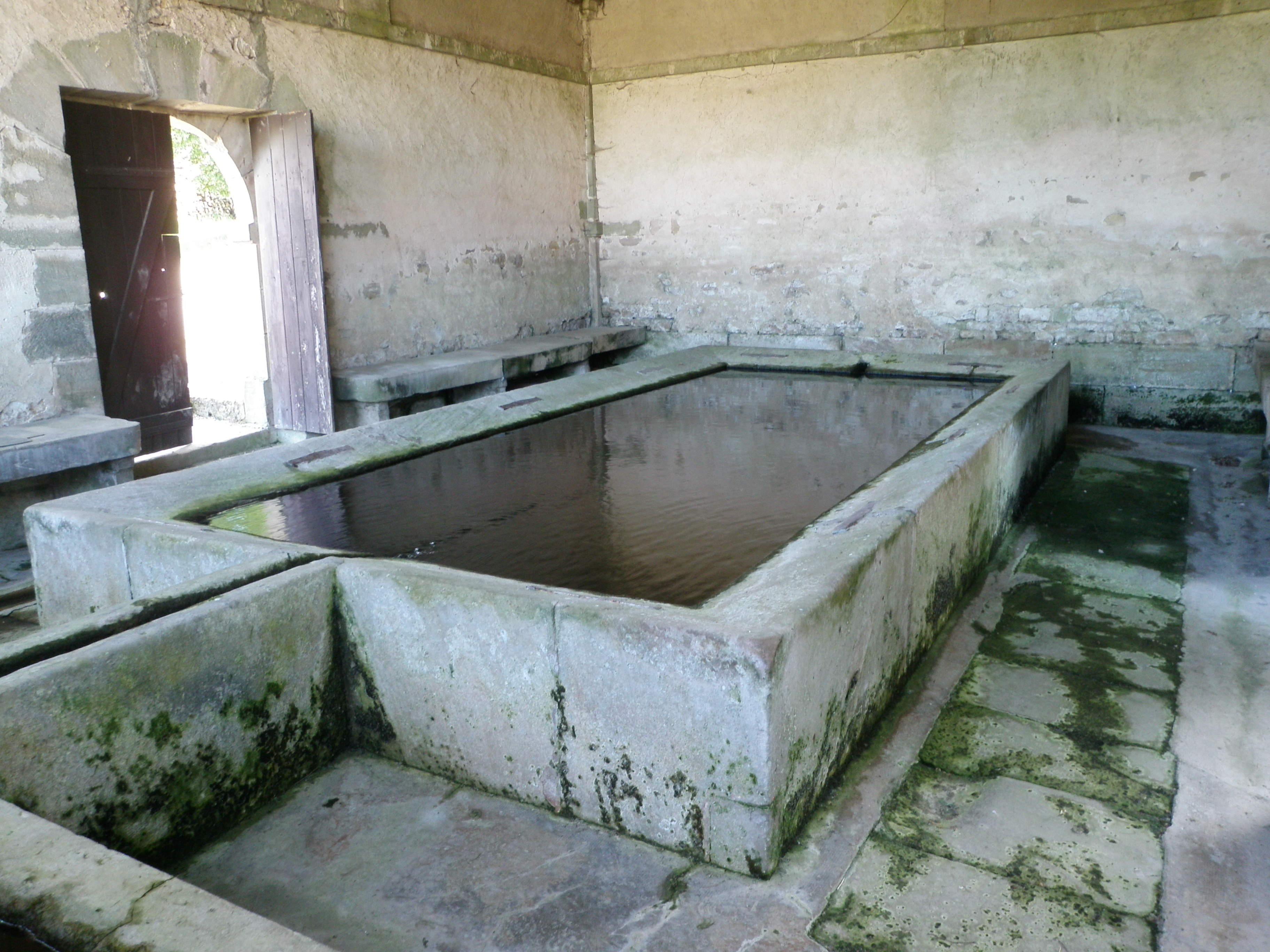
Lavoir (intérieur).
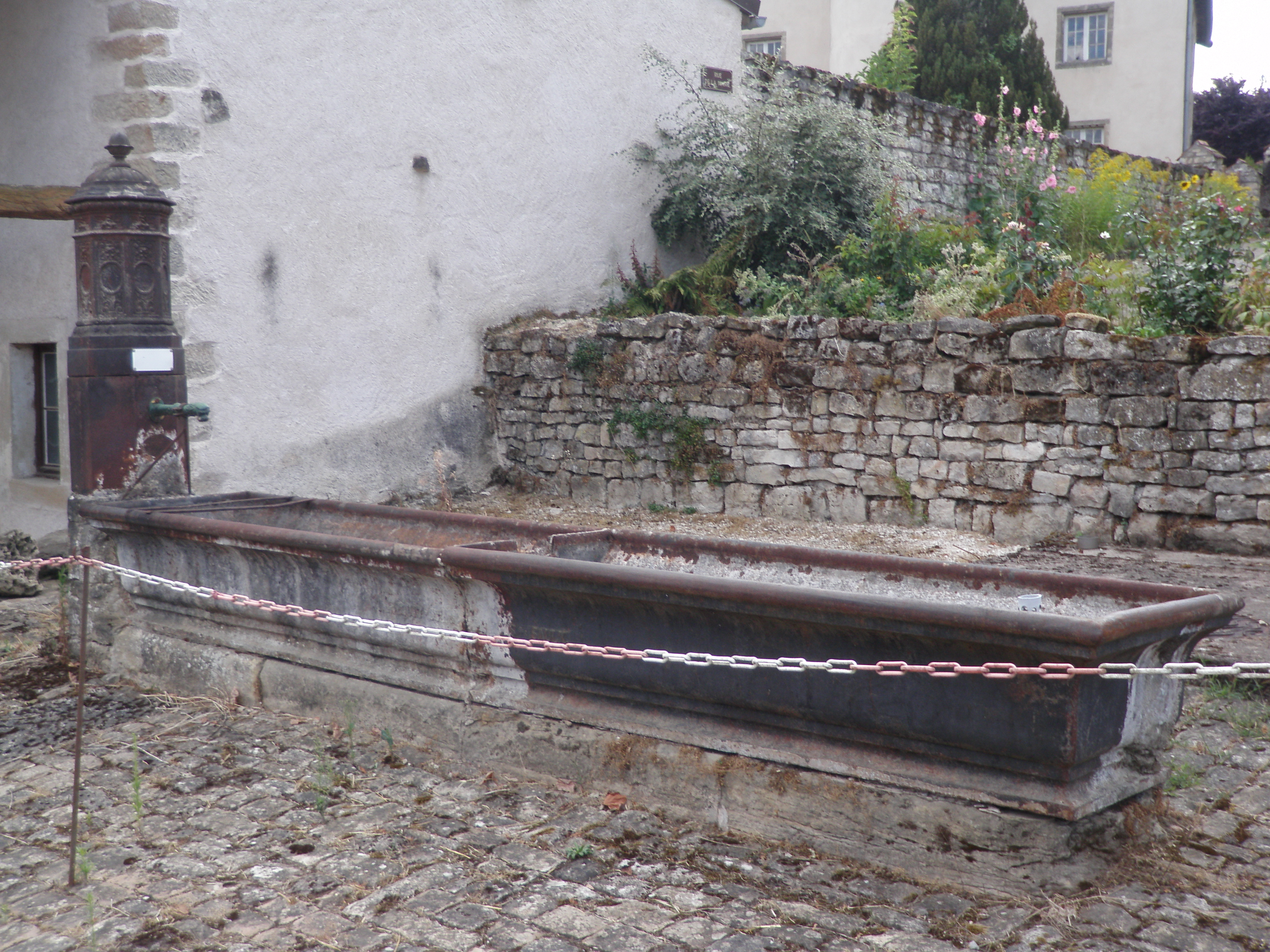
Fontaine 1, rue de Lorraine.
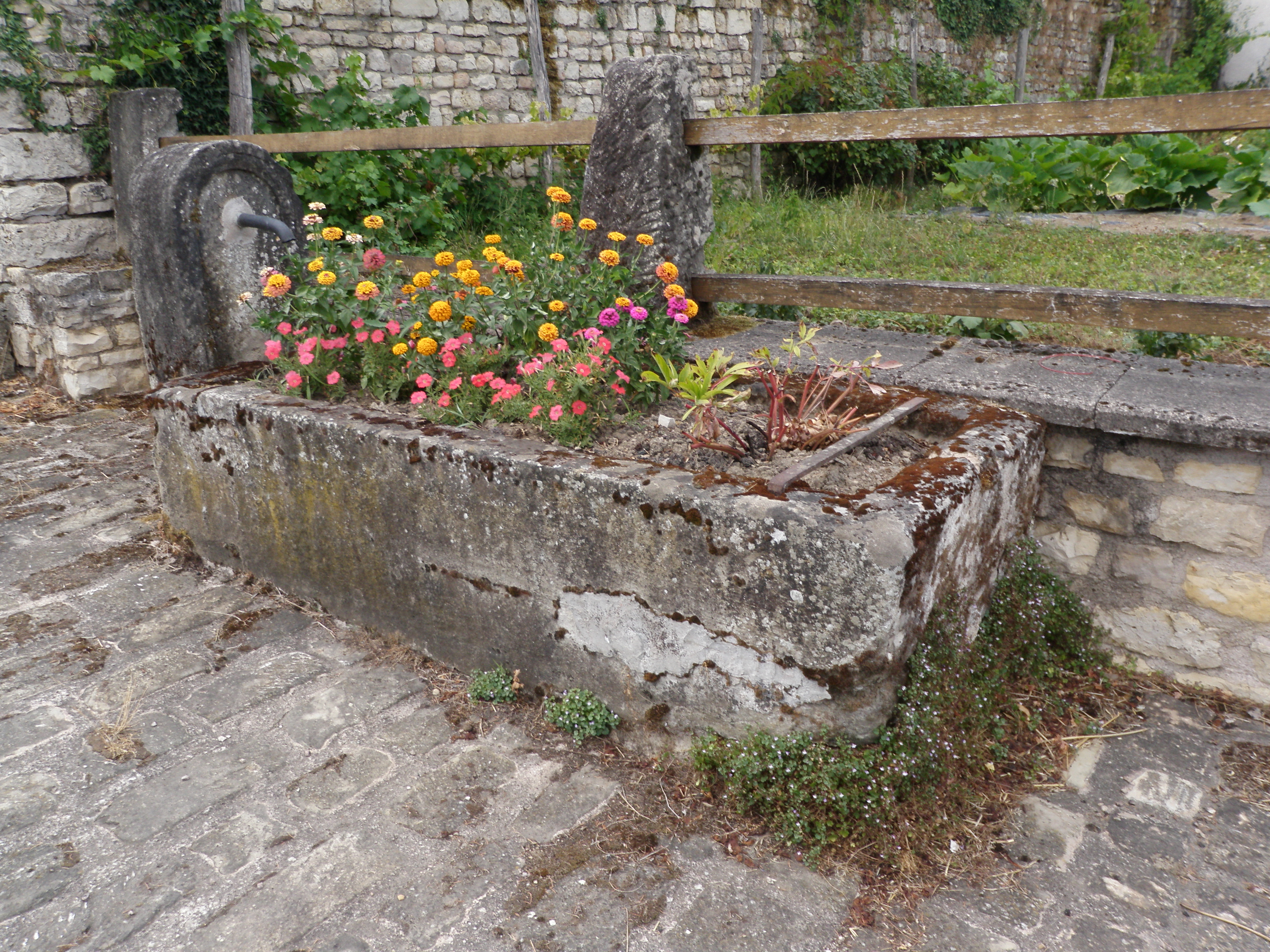
Fontaine 2, rue de Lorraine.
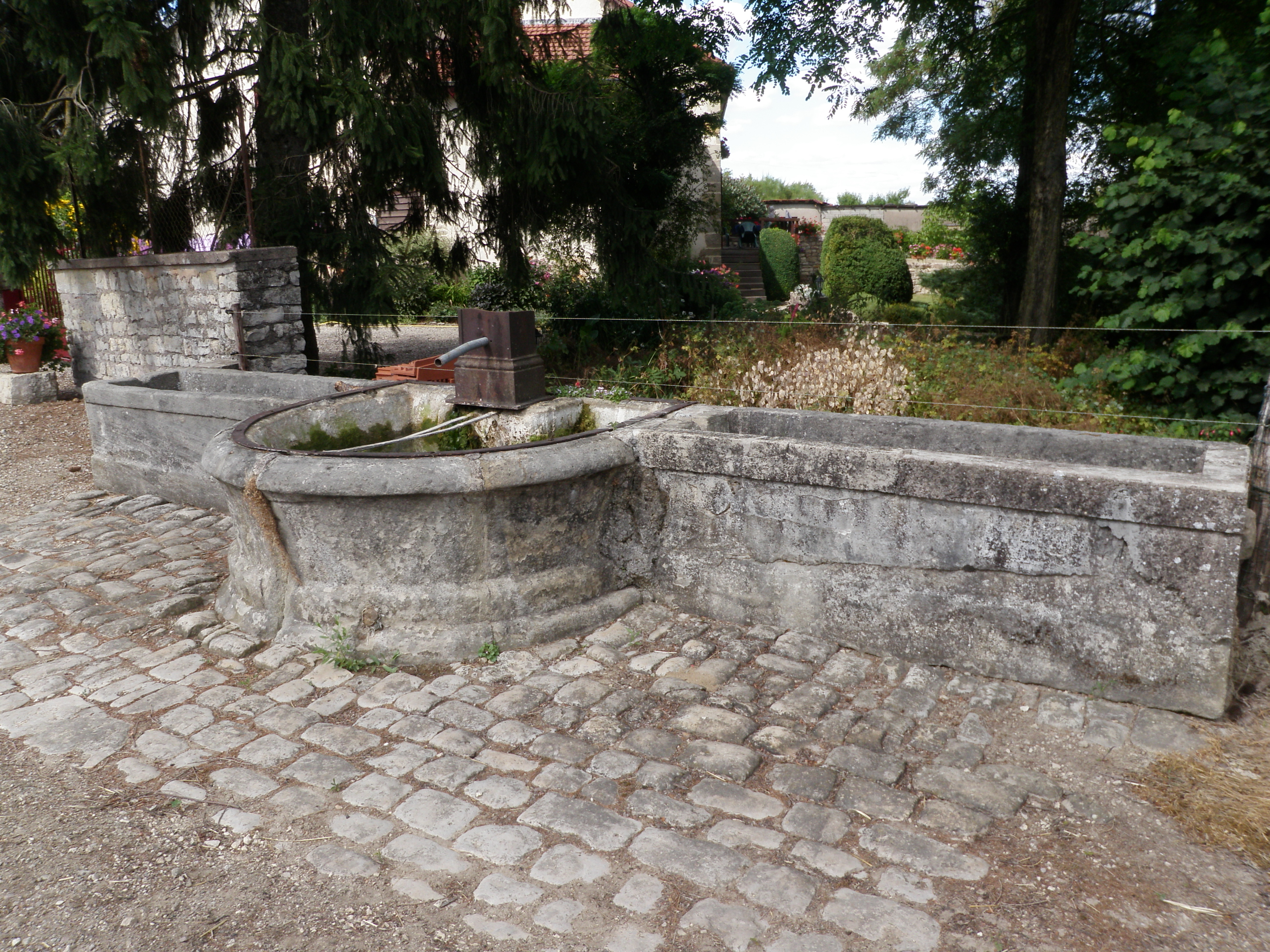
Fontaine 3, rue de Lorraine.
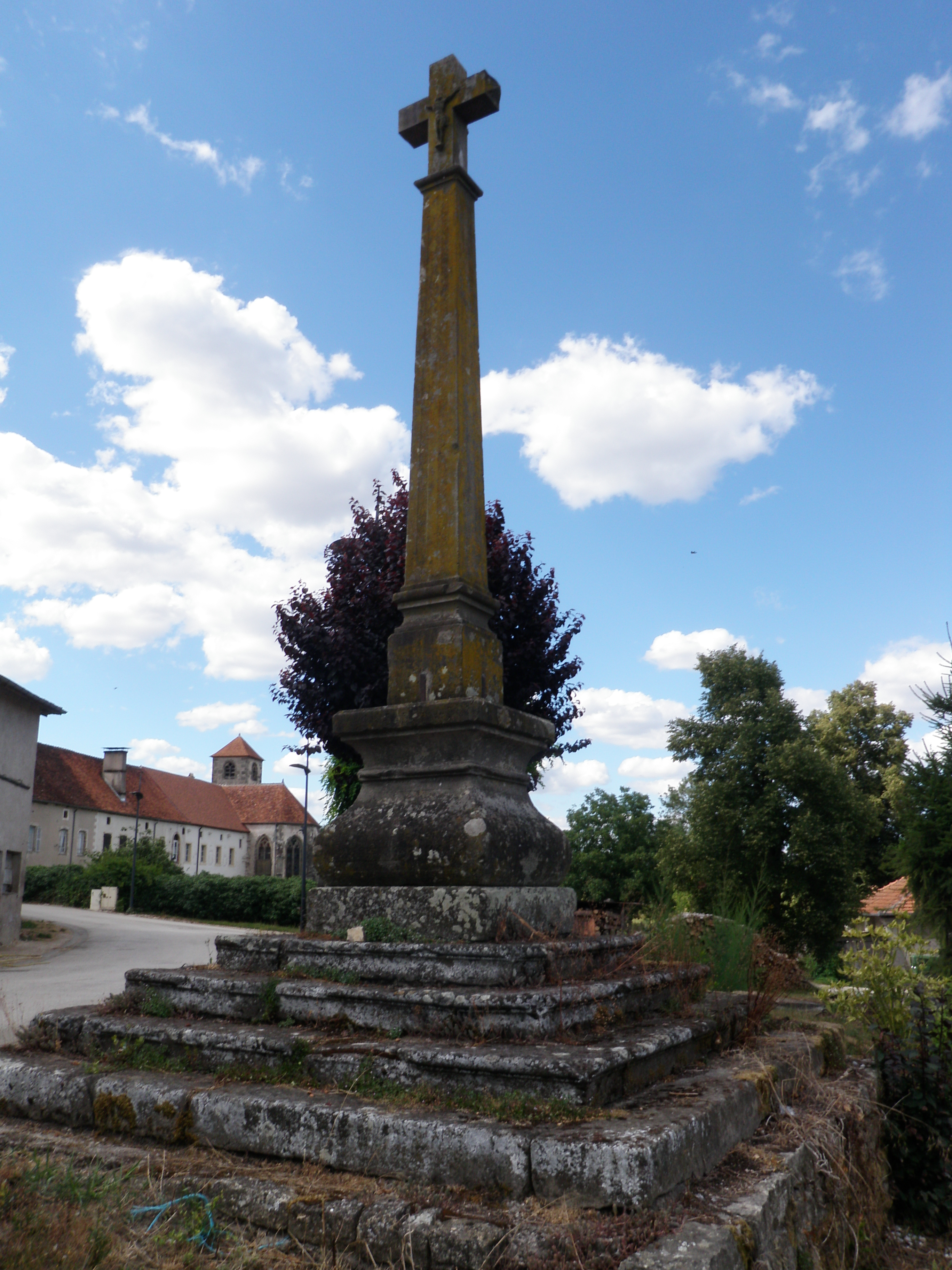
Calvaire.
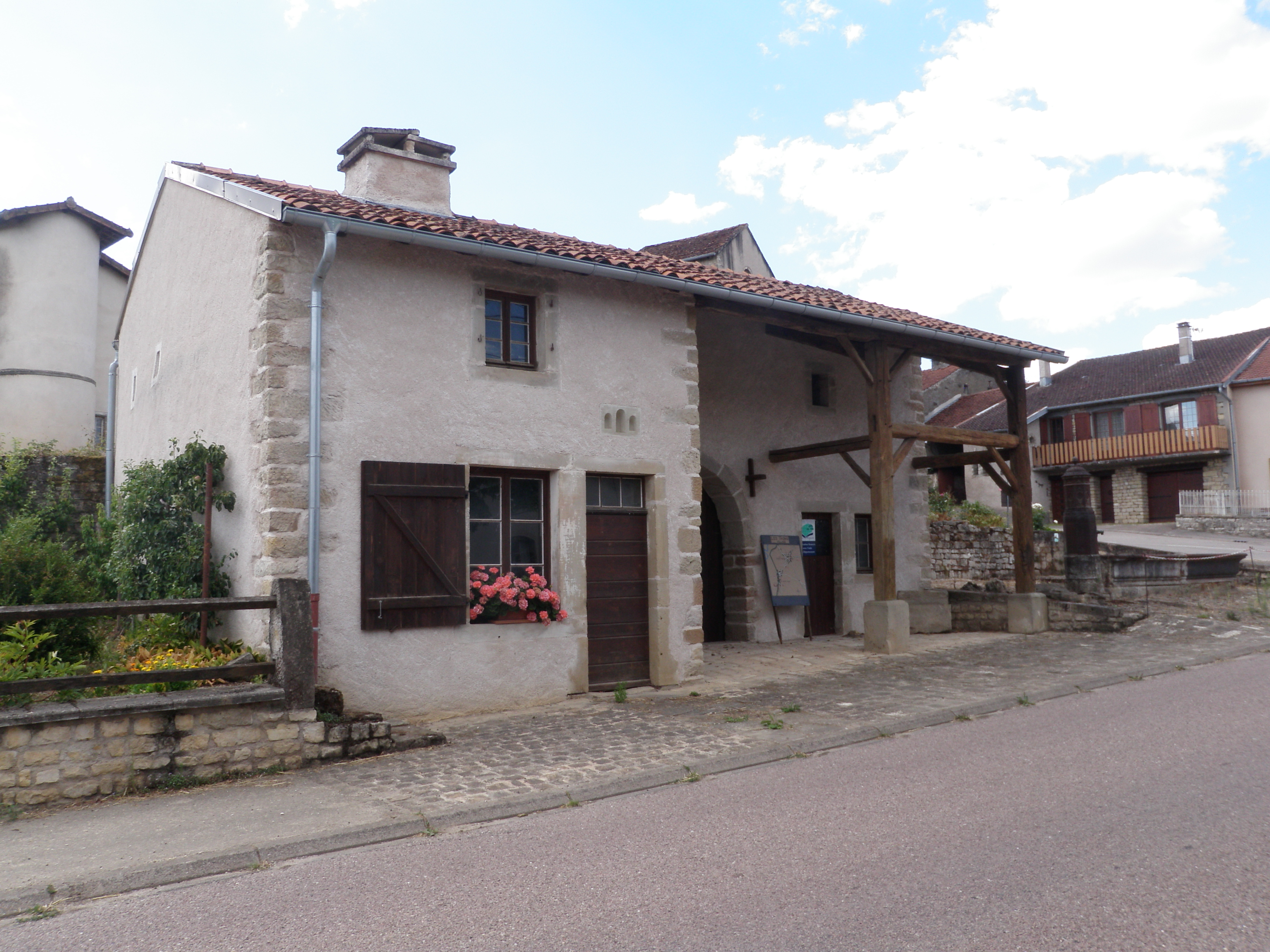
Maison paysanne, rue de Lorraine.
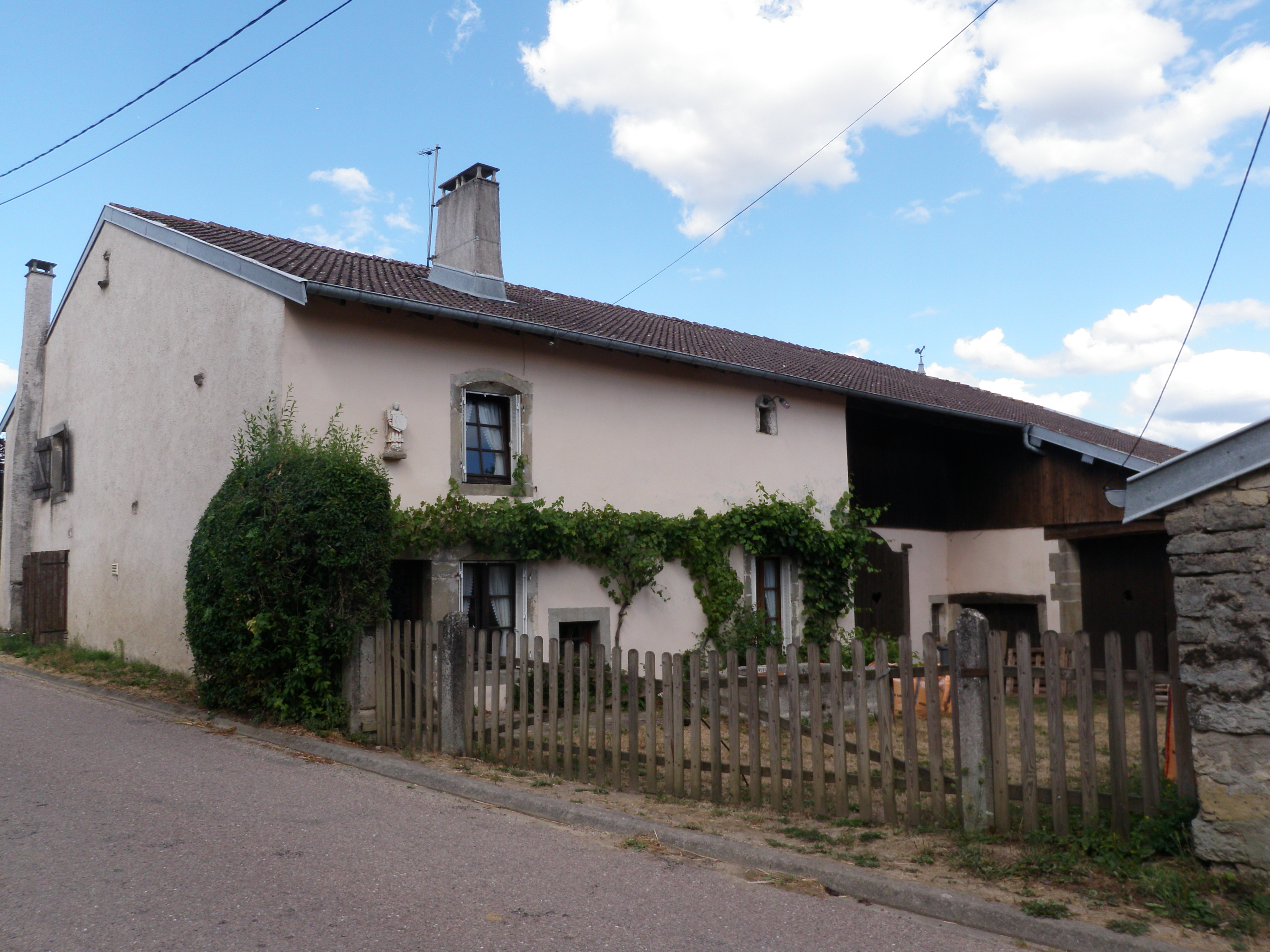
Maison, 351 rue de Lorraine.
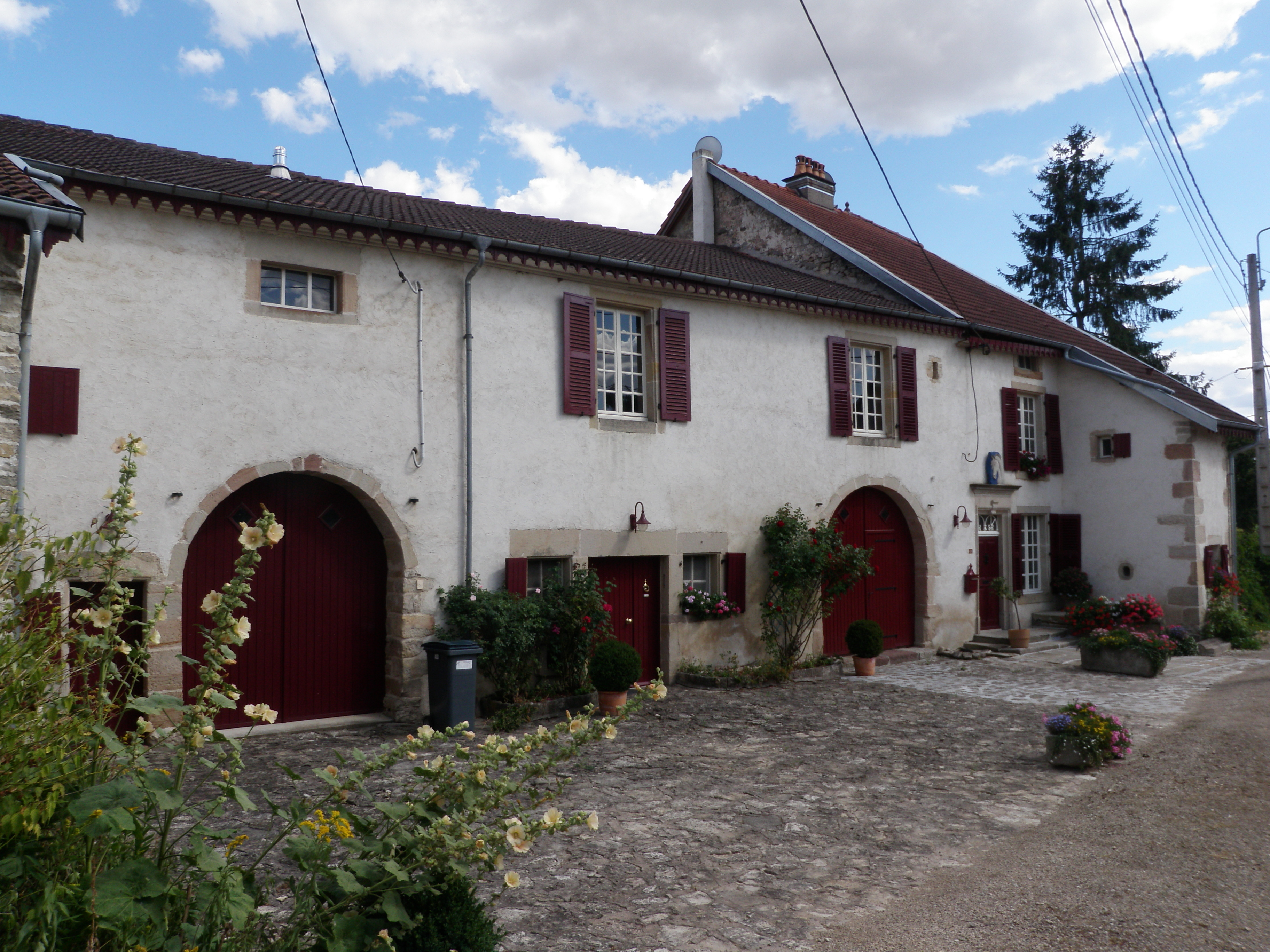
Maison, 411 rue de Lorraine.
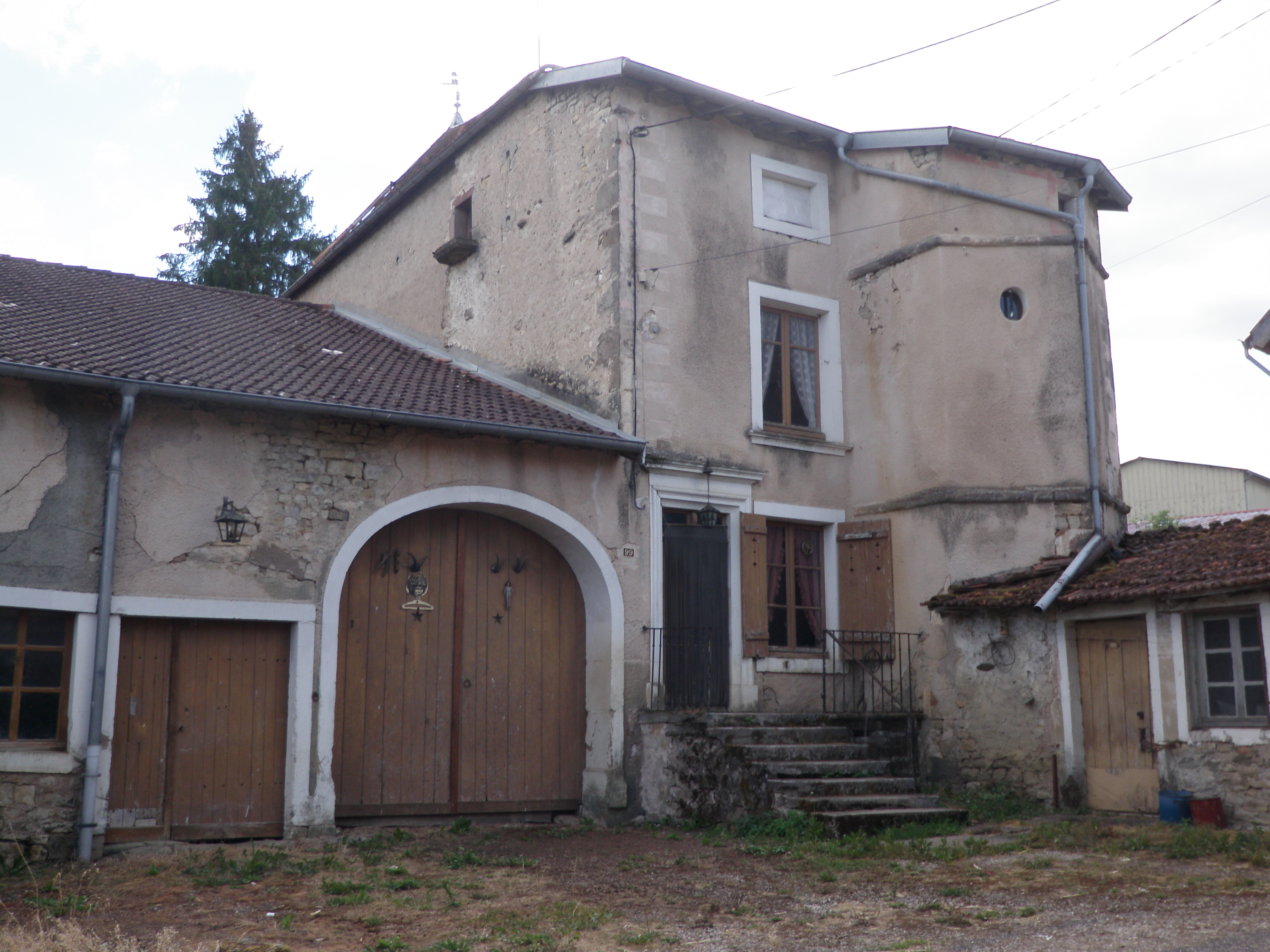
Maison, 99 rue des Cannes.
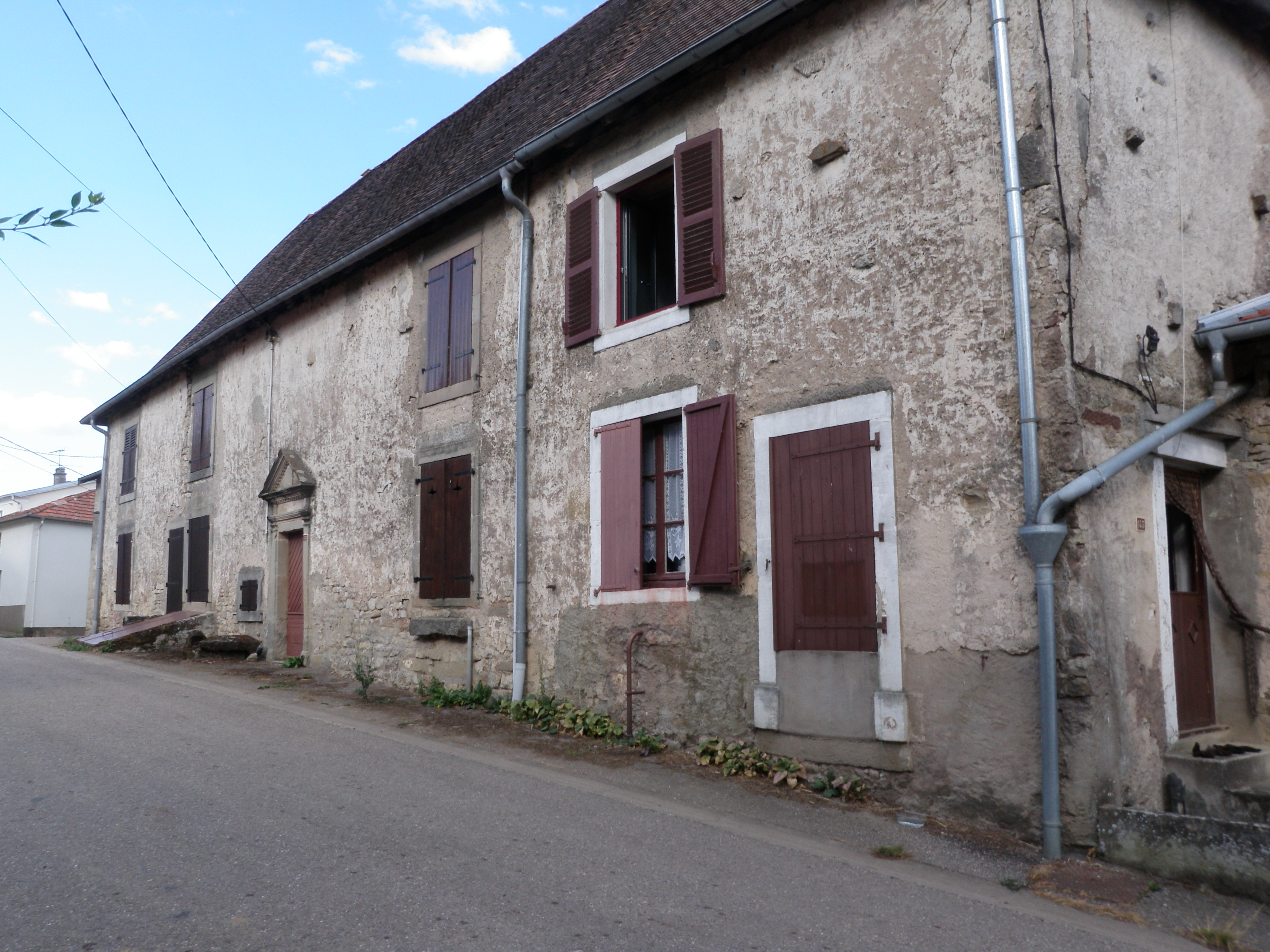
Maison du Châtelain, 135 rue de la Mairie.
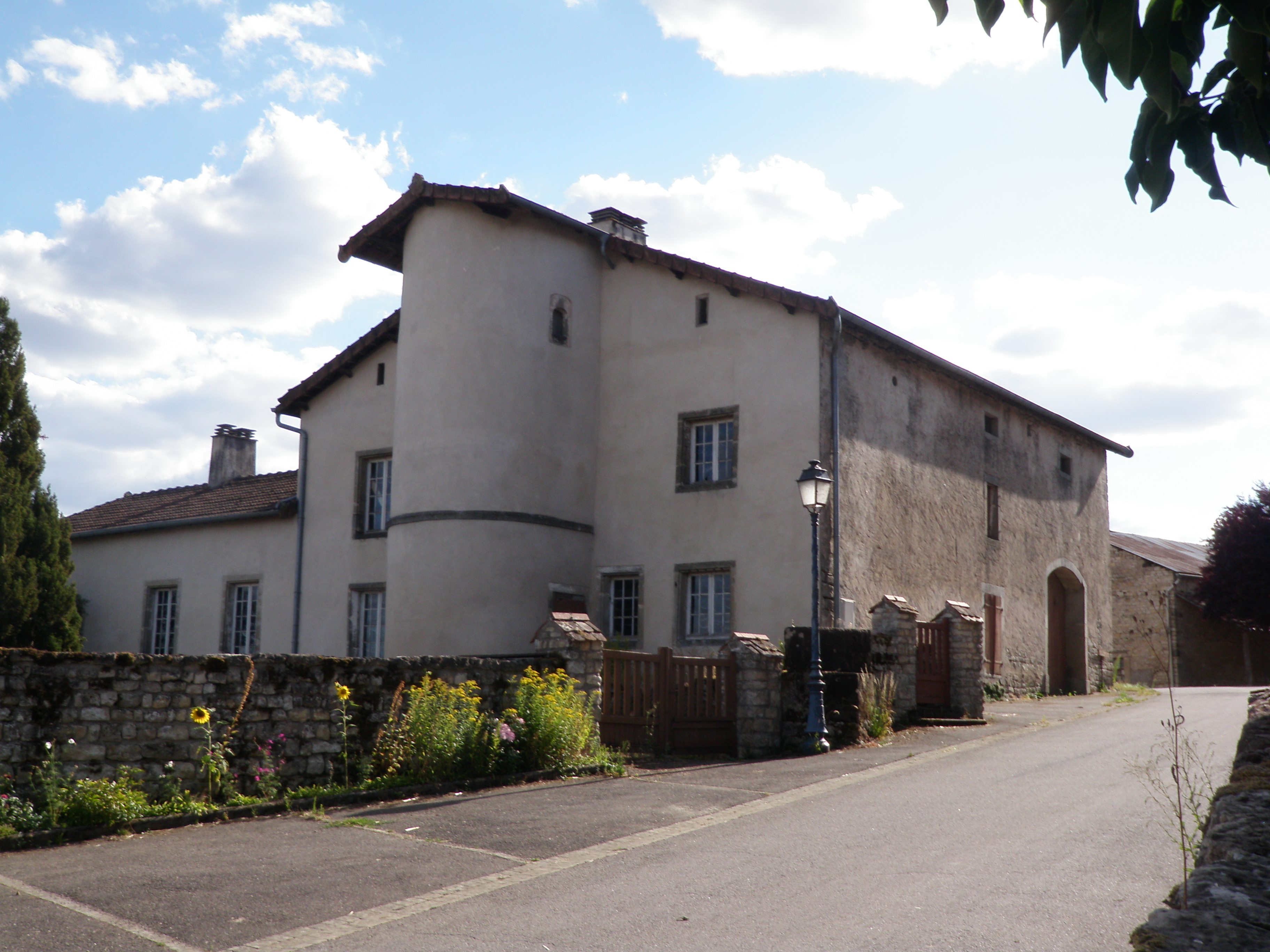
Ancien presbytère, 39 rue de la Mairie.
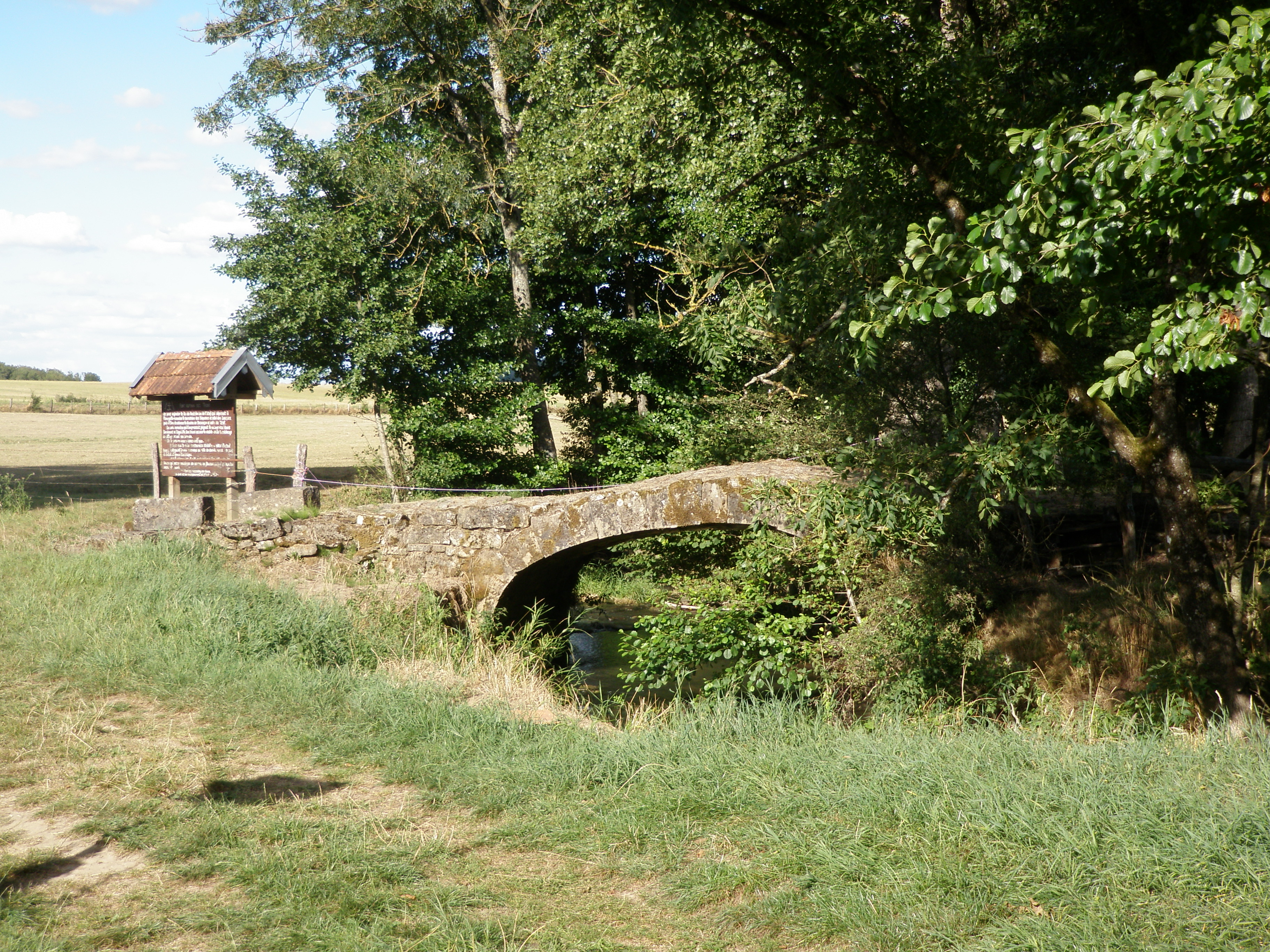
Pont romain.
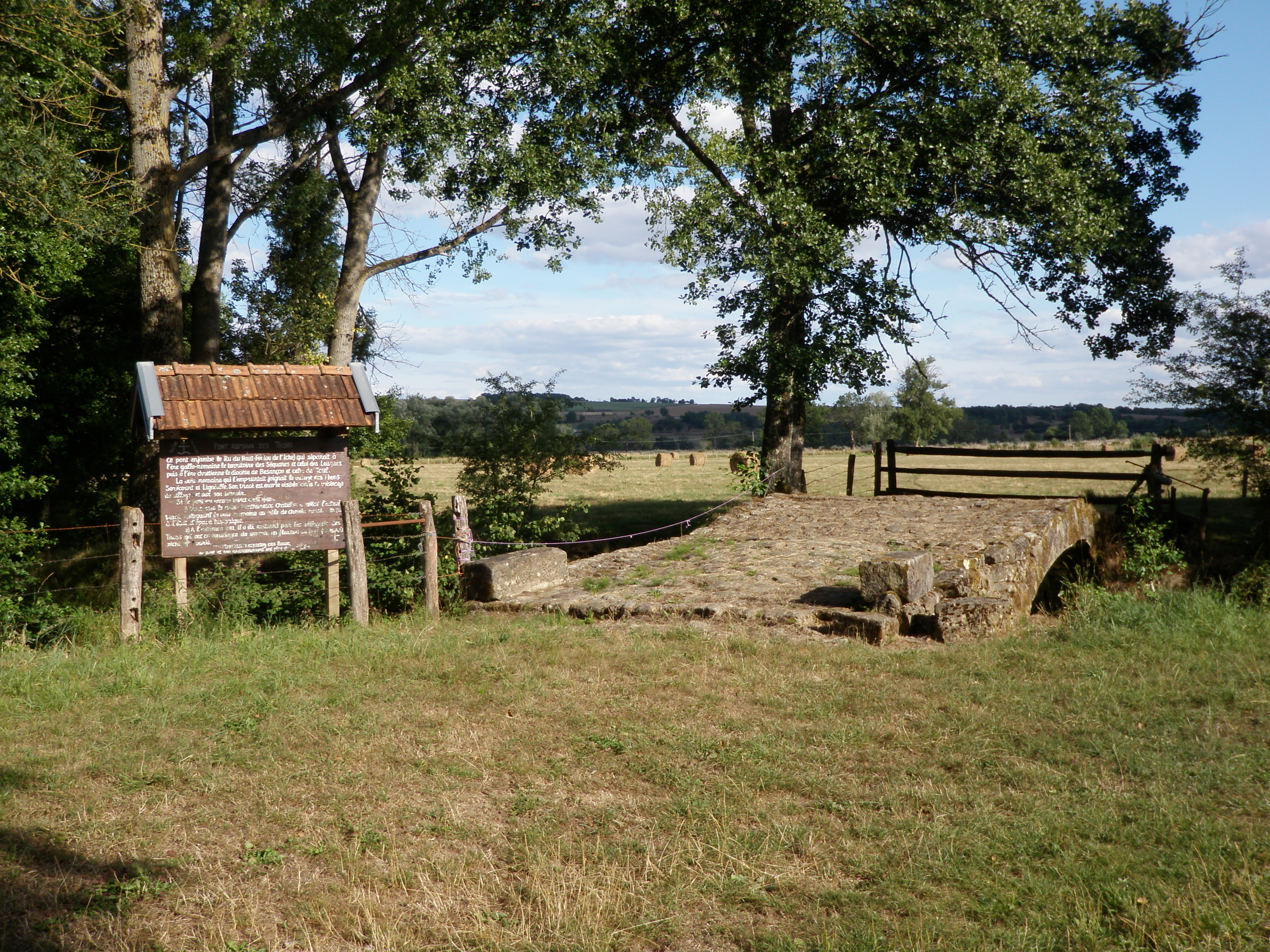
Pont romain.
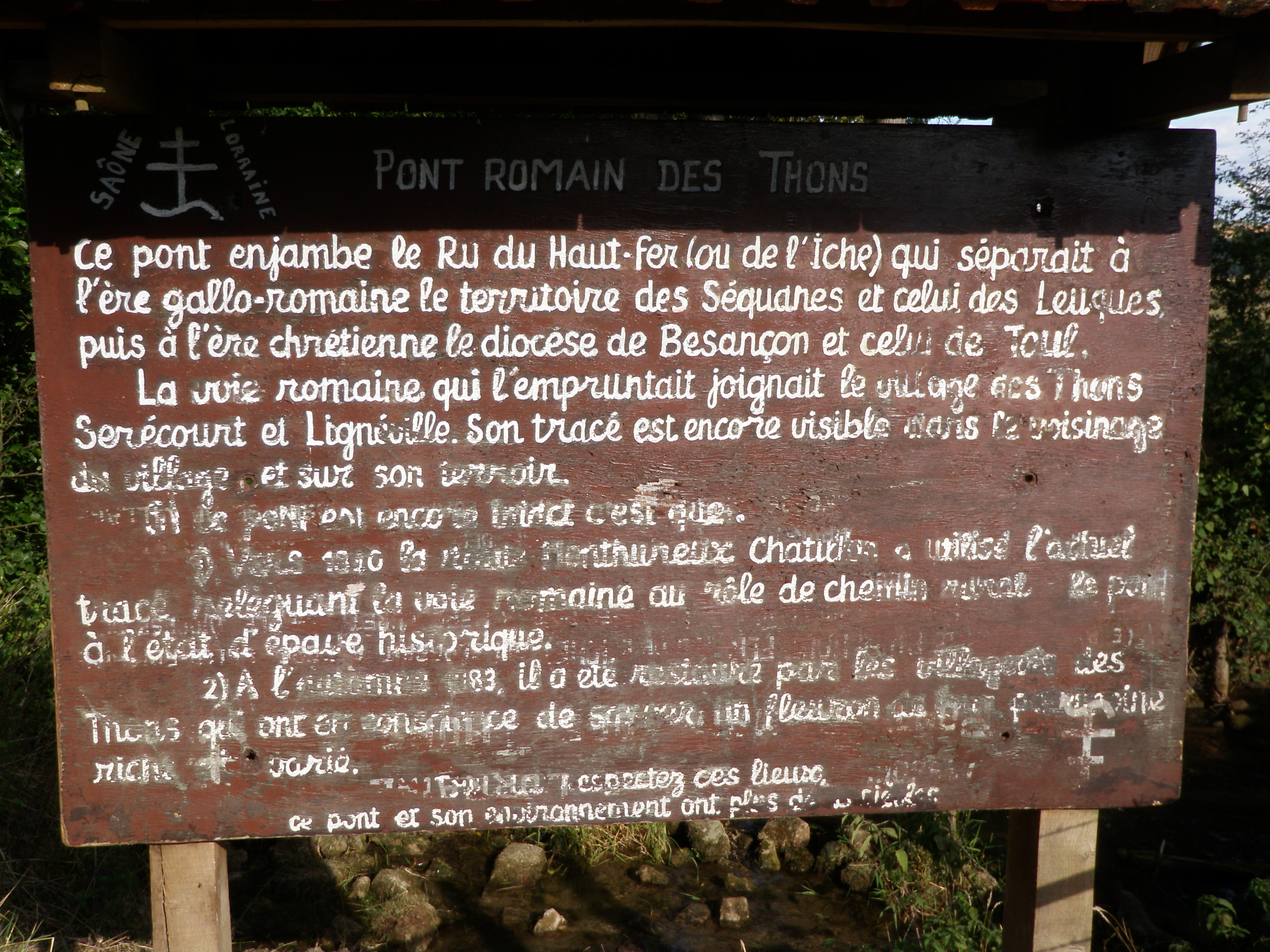
Panneau au pont romain.

#### Entre les Deux Thons
- Mairie-école

L'école des Thons ferme ses portes le 4 juillet 2019. Elle accueillait jusque là des enfants de 4 niveaux (PS, MS, GS et CP) en RPI avec l'école de Châtillon-sur-Saône (CE1, CE2, CM1 et CM2) ; le RPI accueillait les élèves de six communes (Châtillon sur Saône, Grignoncourt, Lironcourt, Les Thons, Saint-Julien et Tignécourt). Les enfants sont scolarisés désormais à Monthureux-sur-Saône.
- Cimetière (1883)

Le cimetière de la commune est situé entre les deux Thons. Il est construit en 1883, date inscrite à côté du portail d'entrée. Le cimetière accueille notamment un calvaire en son centre et le monument aux morts de la commune (1920).
- Calvaire d'entre Deux Thons (1869)

Situé entre la mairie-école et le cimetière, il porte les inscriptions suivantes : Souvenir de la mission donnée l'année du Grand Concile, 1869, par J.L. Magis, curé des Thons

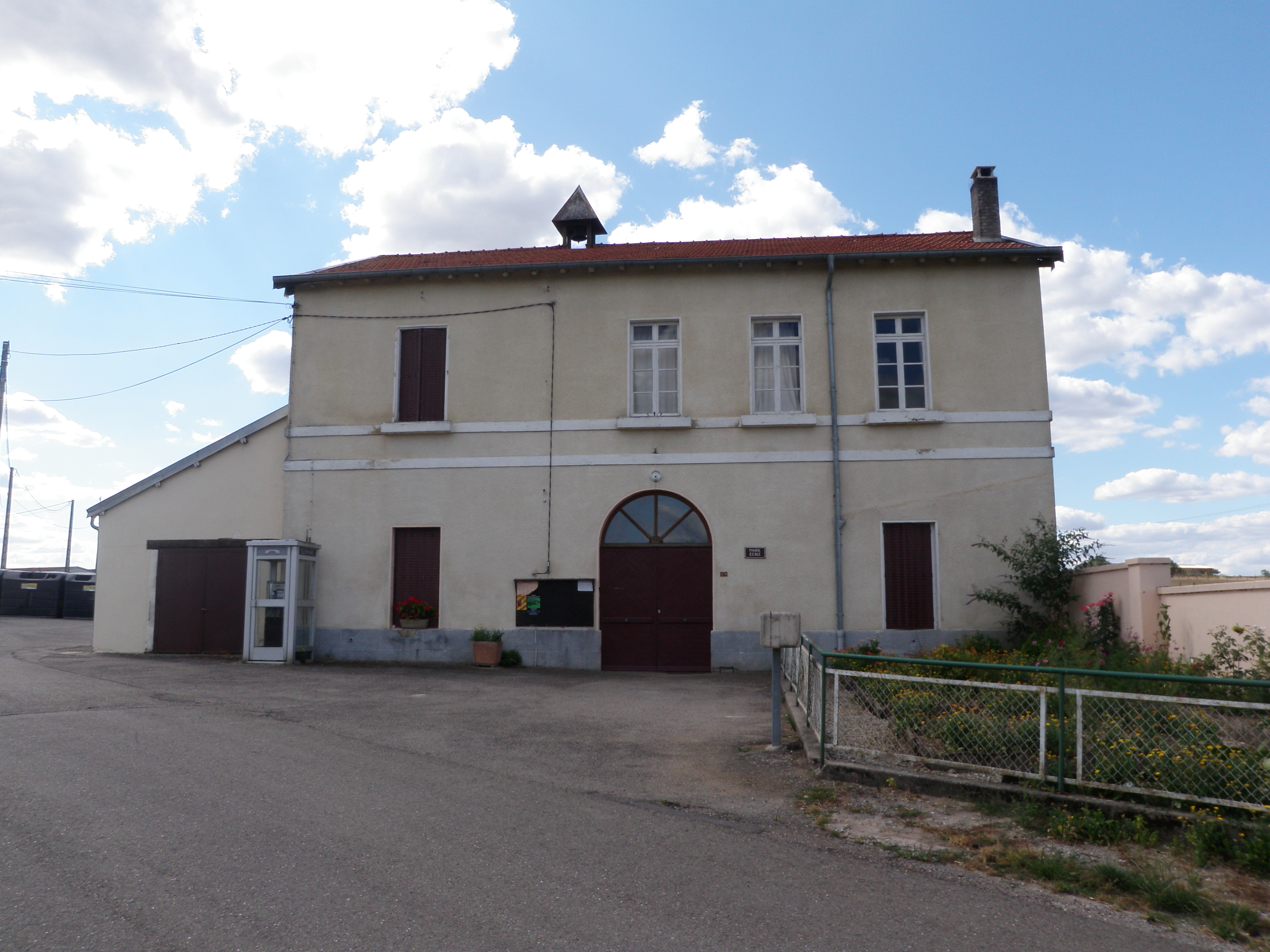
Mairie-école.
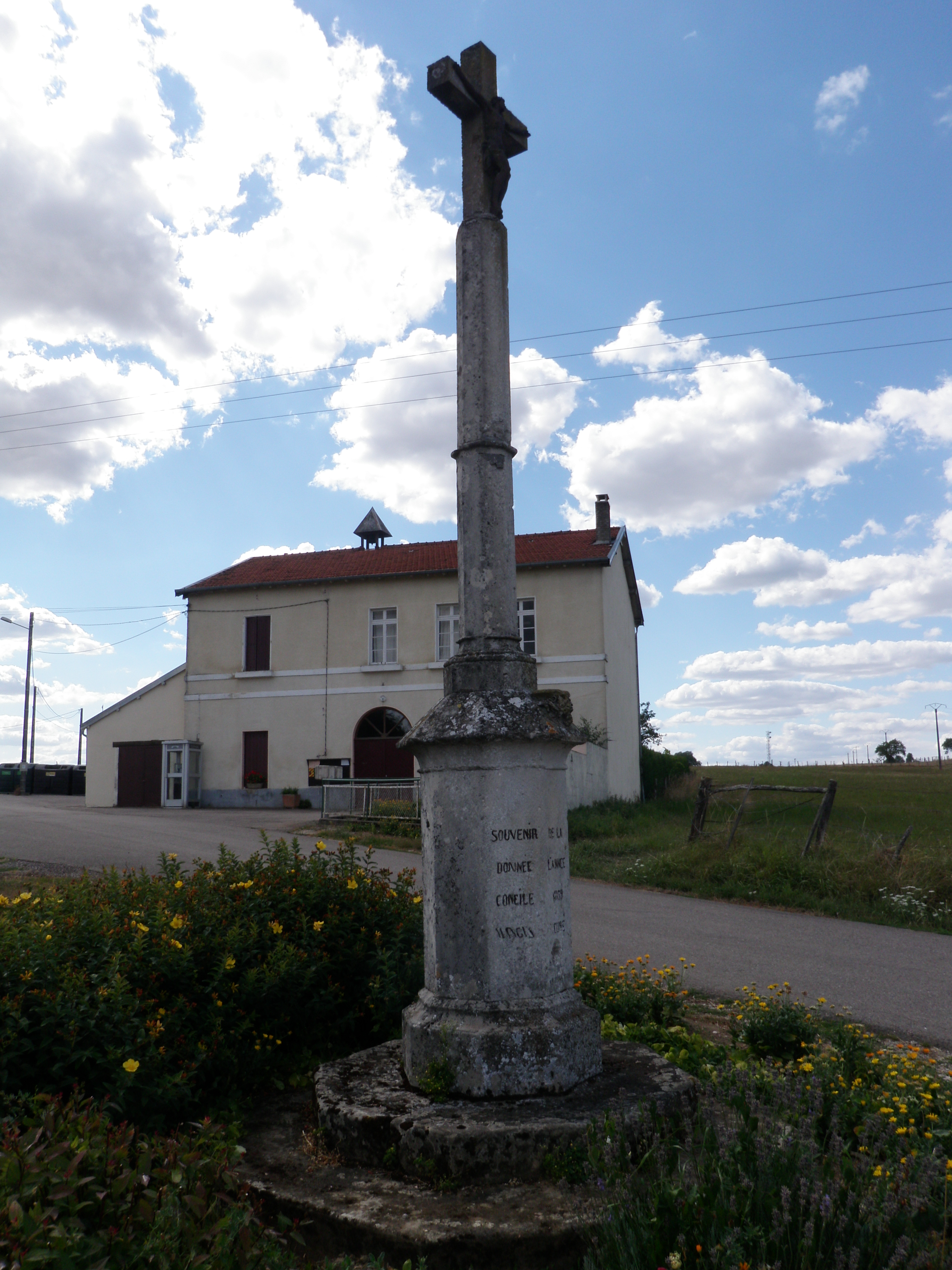
Calvaire devant la mairie-école (1869).
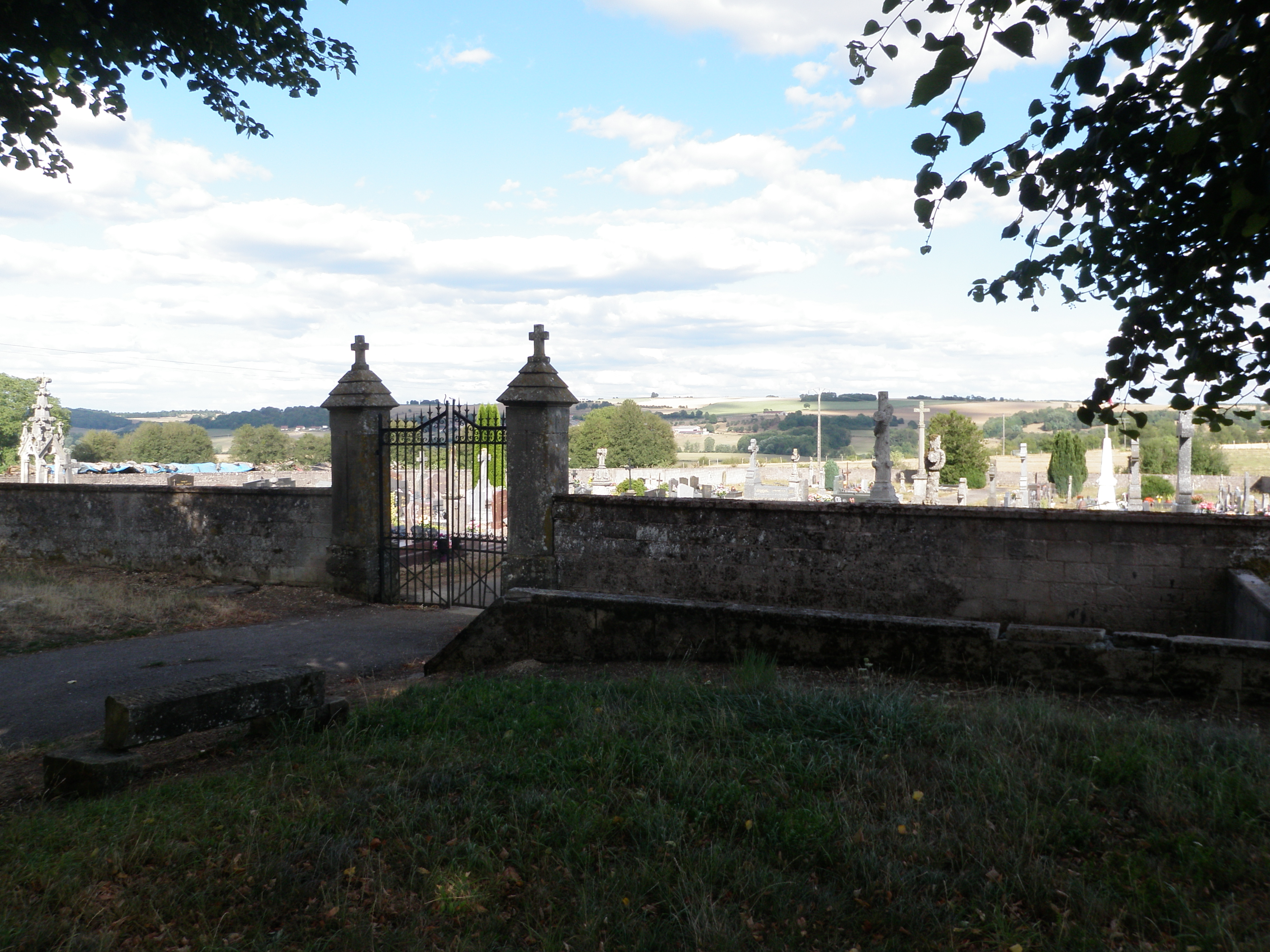
Cimetière (1883).
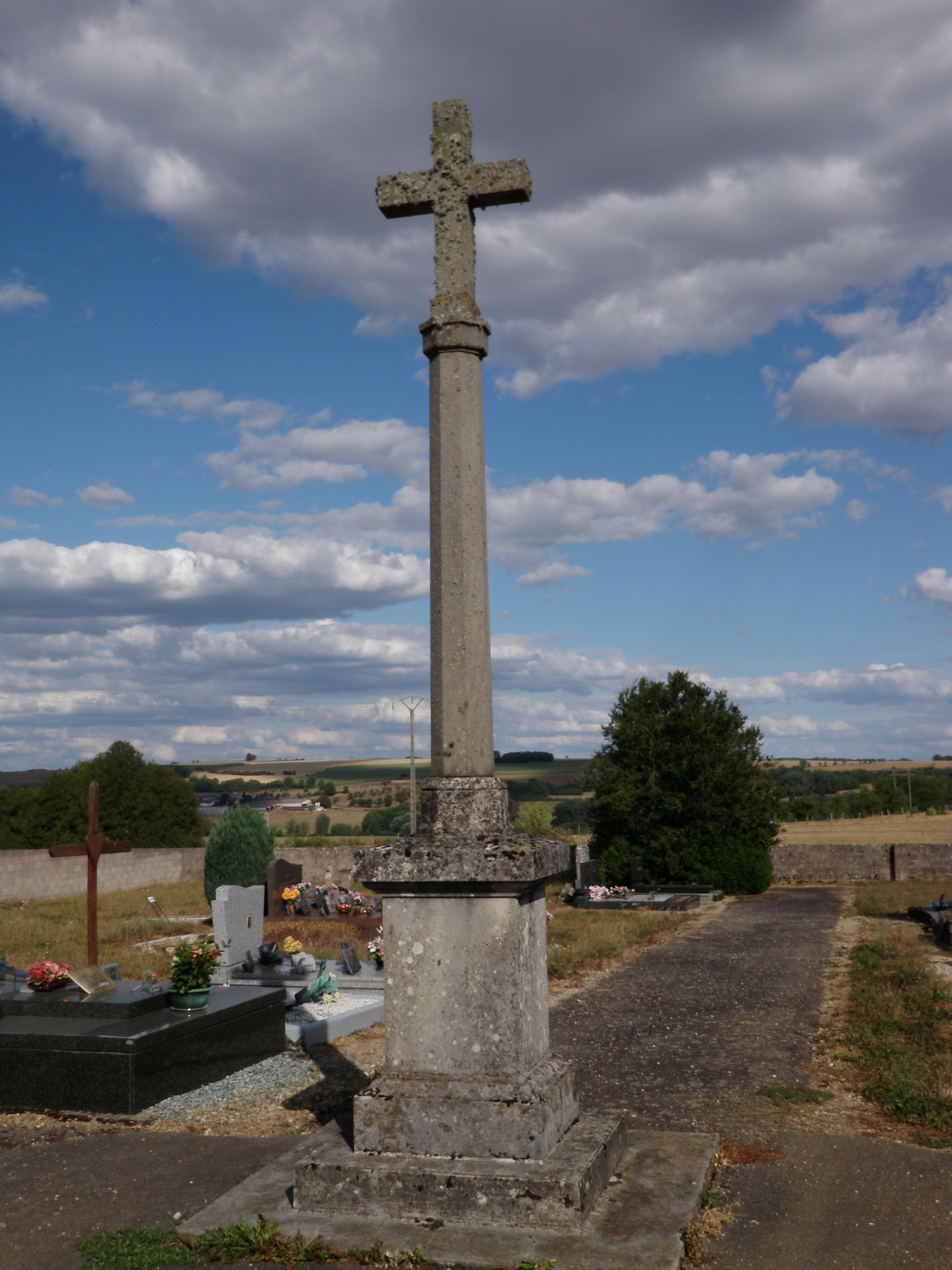
Calvaire du cimetière.
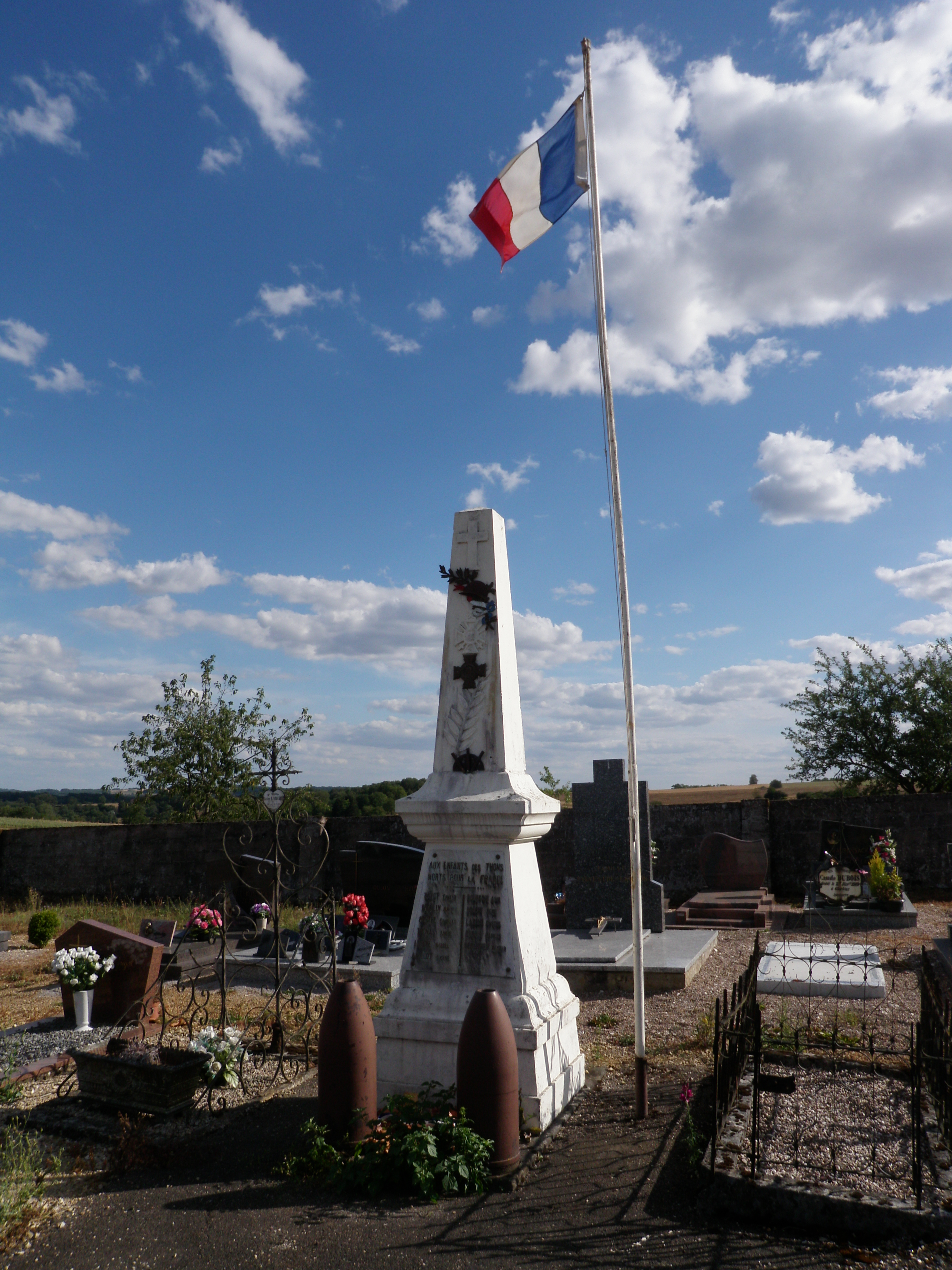
Monument aux morts.

#### Le Grand Thon
- Église Saint-Pierre-aux-Liens ; le panneau rédigé par l'association Saône-Lorraine nous indique :

"A l'origine église mère des Thons. Elle remonte dans son état actuel à la fin du XVe siècle, mais a conservé le plan basilical primitif d'une nef aux vastes dimensions, construite pour une population nombreuse au temps où elle servait d'église paroissiale aux deux villages. Le vocable de l'église (Saint-Pierre) rappelle qu'elle fut possédée par l'abbaye de Luxeuil, dont les deux clés en sautoir sont visibles à la voute. L'intérieur a été restaurée par les habitants en 1984."
- Lavoir-égayoir du Grand-Thon ; le panneau rédigé par l'association Saône-Lorraine nous indique :

"Ce bâtiment a été réhabilité en 2003-2004, grâce à l'action conjuguée: d'un chantier de sauvegarde du petit patrimoine par l'association intercommunale de la Saône Vosgienne, de bénévolat, du conseil général des Vosges, de la commune. Cet édifice fut érigé en 1846 par 3 tailleurs de pierre locaux : François et Clément Mougin de Lironcourt et Nicolas Poirson du Grand-Thon, en un lieu-dit "les Roises" évoquant la culture du chanvre dont le rouissage exigeait la présence d'eau. Il assurait une quadruple fonction, d'où son aspect monumental : abreuvoir pour le bétail, fontaine pour les gens, égayoir pour baigner les pattes des animaux (chevaux surtout) et lavoir couvert ; et ceci jusqu'en 1960 date d'arrivée de l'adduction d'eau qui le plonge dans une longue léthargie. La fontaine, selon l'expression courante, constitue un point de rencontre incontournable des bêtes et des gens, un lieu privilégié de la vie sociale de la communauté villageoise. Le lavoir est un lieu exclusivement féminin, où les paysannes, lavandières à leurs heures, discutent entre elles de leurs joies et de leurs misères dans la succession des travaux et des jours... Eau glacée des bassins en hiver, bras rompus par le maniement du battoir et de la brosse, humidité, mais aussi éclats de rire, complicités, échanges aigres, silences hostiles... si les murs pouvaient dire tout ce qu'ils ont entendu, ils nous livreraient tant d'histoires, de toutes ces histoires qui constituent la Grande Histoire. Le lavoir des Roises, sa jeunesse retrouvée, contribue ainsi à l'enrichissement du patrimoine de notre pays."
- Fontaine métallique de l'église

Elle se trouve sur la place de l'Église, en plein centre du village.
- Fermes et maisons d'ouvriers (XVIIe siècle au XIXe siècle)

Beaucoup de maisons du village présentent de beaux encadrements de portes et fenêtres. Certaines ont conservé sur leur façade des éléments des XVIIe siècle, XVIIIe siècle et XIXe siècle. On peut voir notamment les maisons du 24 rue des tTlleuls, 61 rue des Crés ou 226 rue de l'église (voir photos ci-dessous)
- Oratoire du chêne de la Vierge (au sud-ouest du village) ; le panneau rédigé par l'association Saône-Lorraine nous indique :

« Le Chêne de la Vierge, le plus ancien sujet de la forêt des Thons. Vieux de plusieurs siècles, ce chêne a toujours été un repère, une halte, un reposoir pour les processions, une référence pour les habitants des deux Thons et particulièrement pour ceux du Grand-Thon. La forêt communale était autrefois banale et si les habitants y avaient des droits d'usage (eux-mêmles bien cantonnés), les seigneurs y maintenaient une police stricte et dure. En 1581, Jean du Châtelet rappelait dans son dénombrement: "tous les grands bois des Thons qui sont de haute futaie nous appartiennent en tout droit, possession et autrement; lesquels peuvent contenir onze cent vingt-deux arpents ou environ, joignant aux bois d'usage des habitants desdits Thons d'une part, et le finage d'Ainvelle et desdits Thons d'autre part, et sont lesdits bois bien abornés et limités à présent, entre Nous et ceux d'usage desdits habitants. Auxquels bois n'est loisible ni permis à aucun habitant desdits Thons, de quelle qualité et condition qu'ils soient, d'y pouvoir couper, faire couper, ni amener bois d'iceux, tant vifs, morts, gros, que petits, ni tombés par terre, sinon sous le danger de payer soixante sols. Et quant aux forains (étrangers), y étant trouvés de jour, sont amendables de cinq francs, avec confiscation des chariots et harnachements, à nous seuls appartenant." Et Jean du Châtelet terminait: "Nous appartient le reste de tous les autres bois assis au finage des deux Thons, en tout droit de propriété et justice; et aux habitants desdits Thons, leur appartient en tout droit d'usage pour par eux en jouir et user en bons pères de famille; et toutes les fois qu'aucun desdits habitants y seront trouvés, coupant et chargeant en temps de défense sont tenus de payer l'amende de trois sols, à nous appartenant, et encore certaine livre de cire applicable à la Fabrique des églises desdits deux Thons." Ce chêne de la Vierge est le témoin des temps anciens où les habitants usaient sans abuser, mais aussi où le droit coutumier était le seul à être connu et appliqué, au profit des seuls seigneurs du village. »

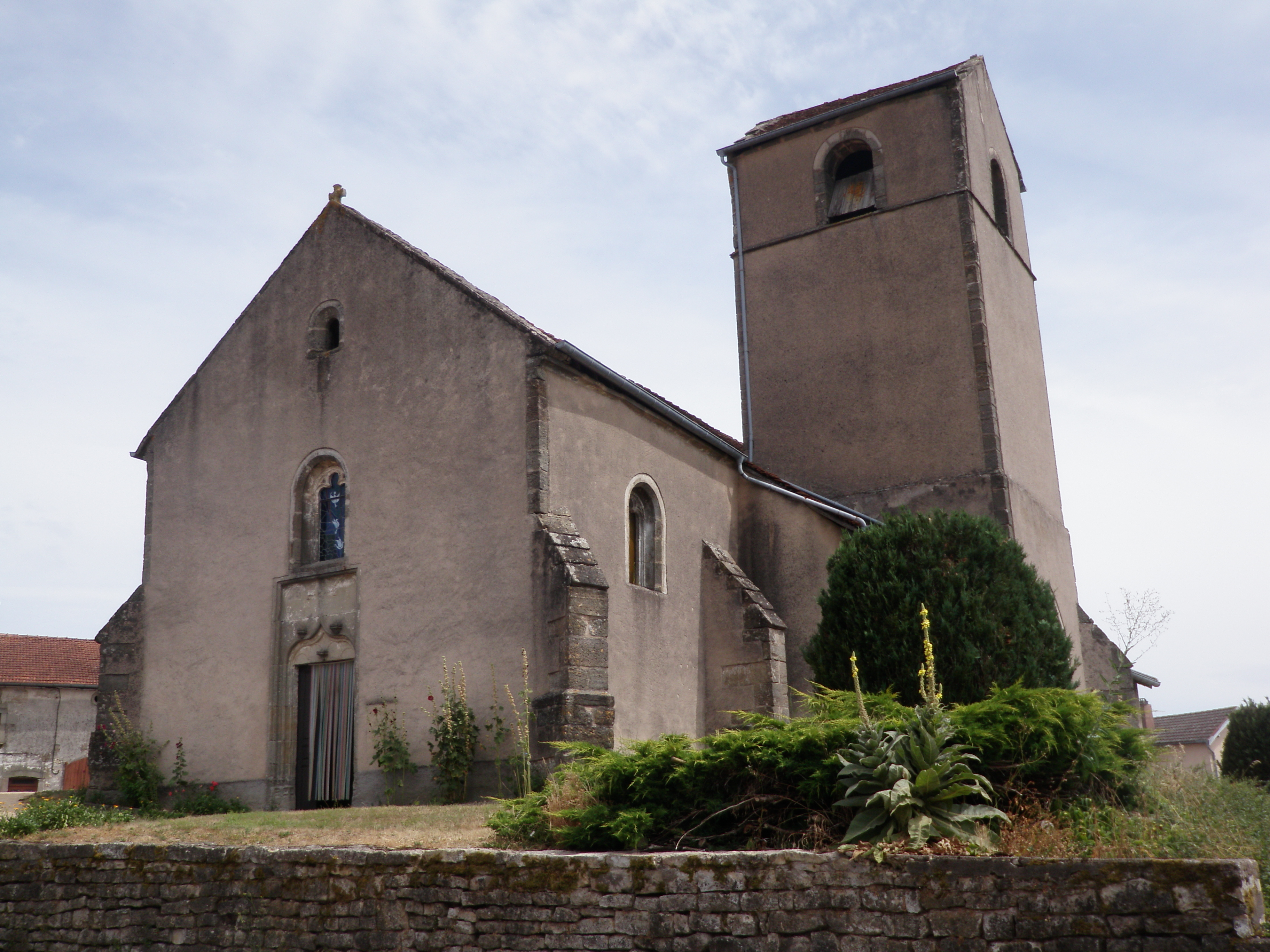
Église Saint-Pierre-aux-Liens.
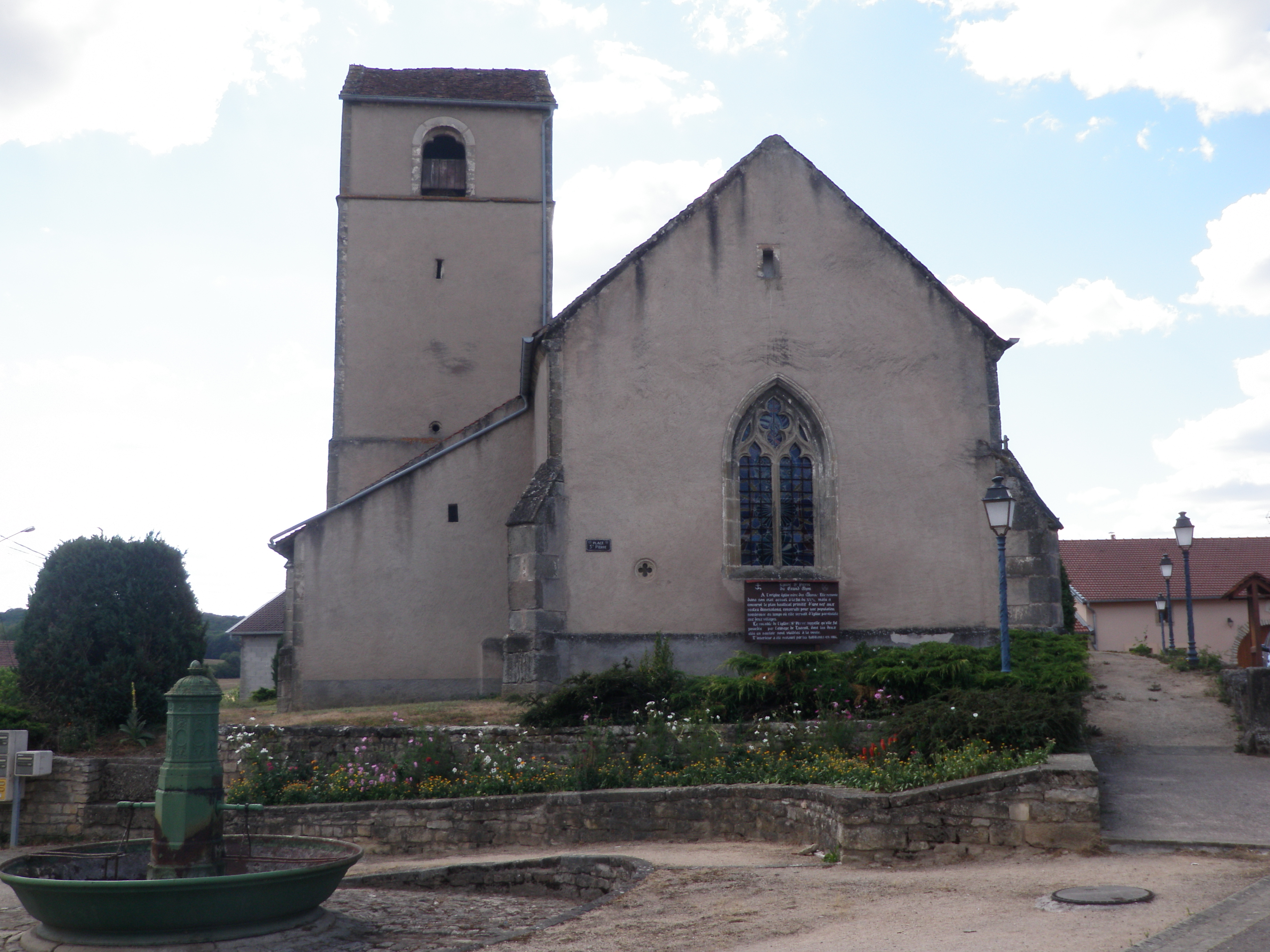
Église Saint-Pierre-aux-Liens.
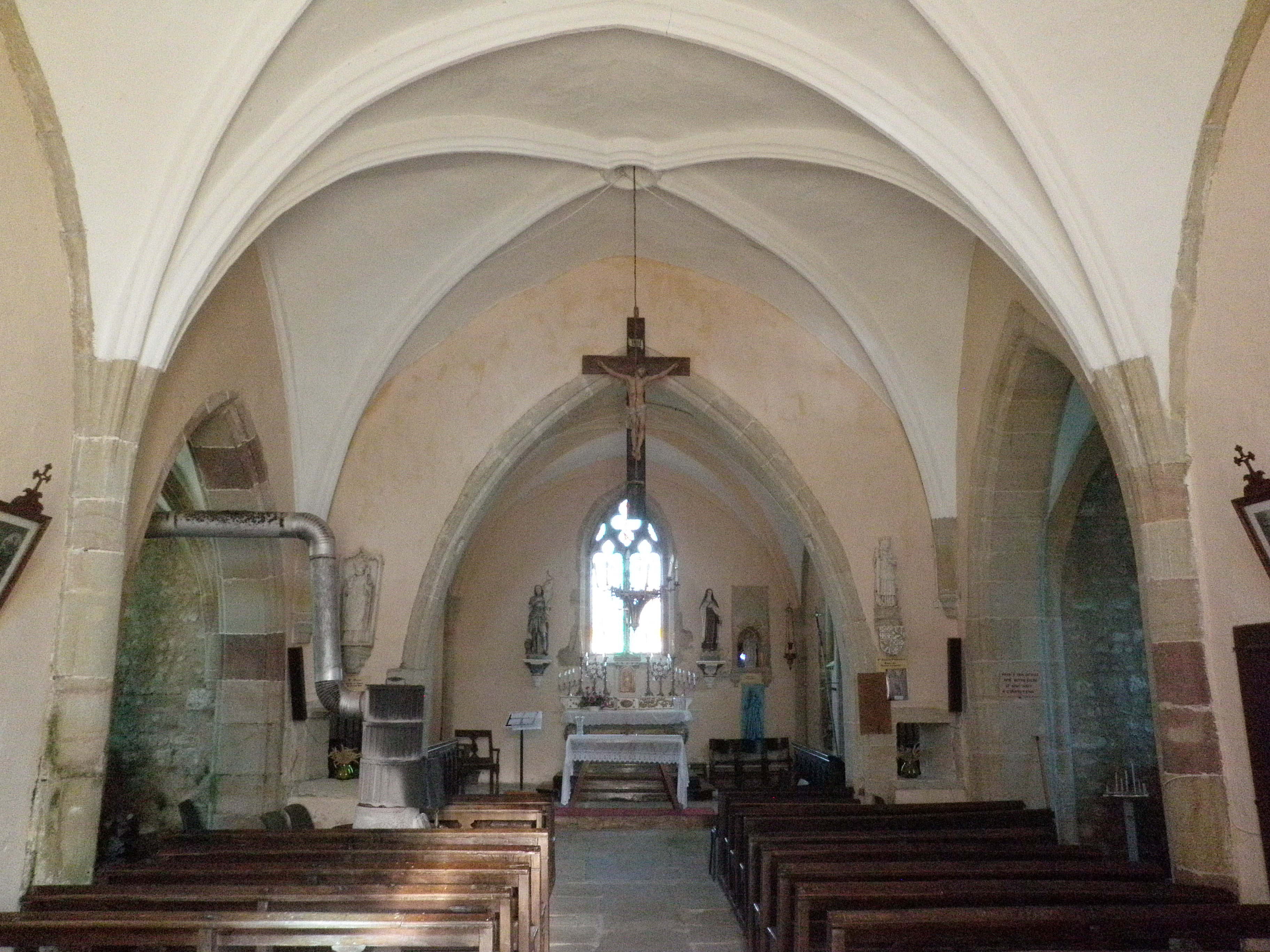
Église Saint-Pierre-aux-Liens.
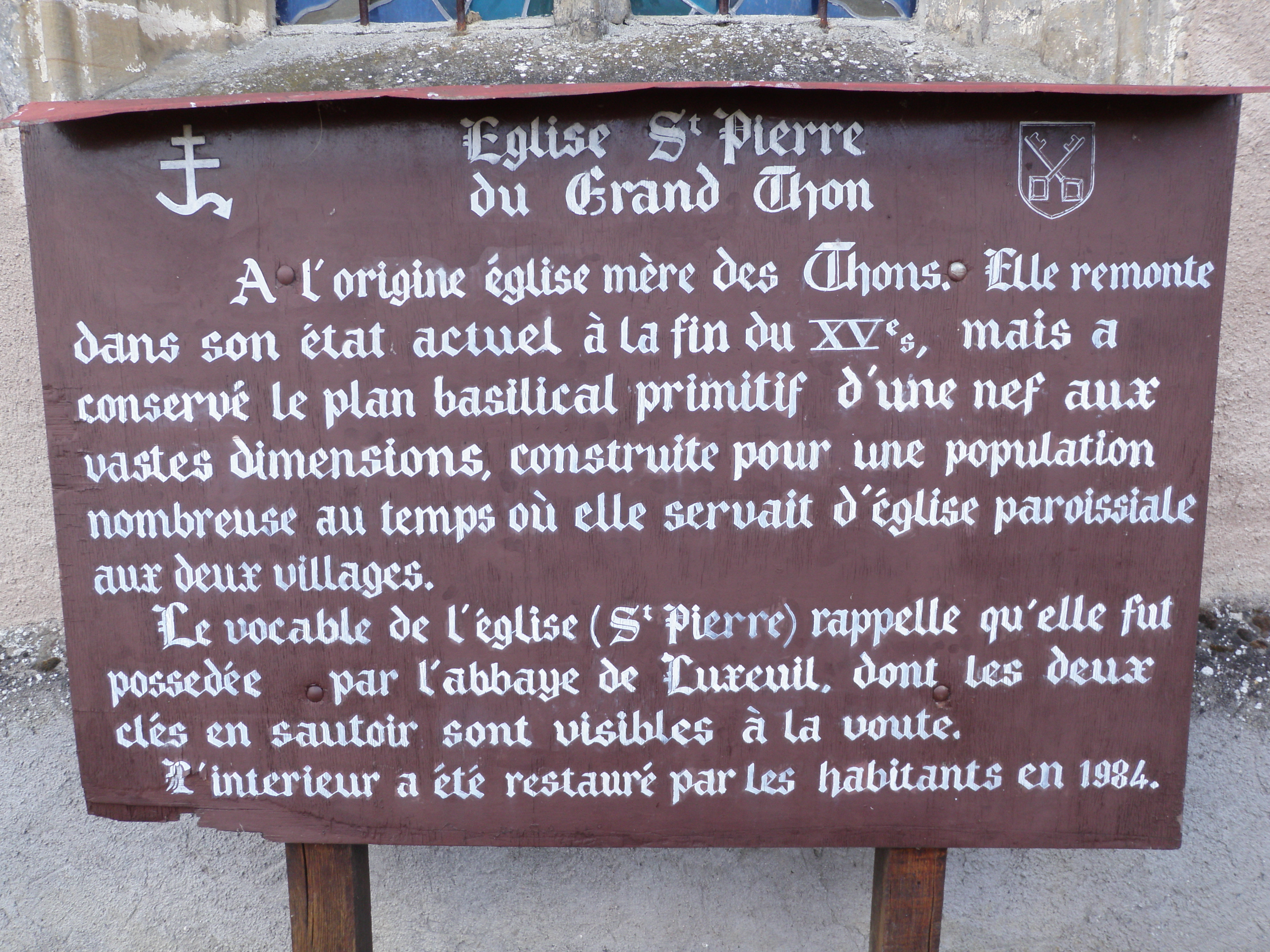
Panneau de l'église Saint-Pierre-aux-Liens.
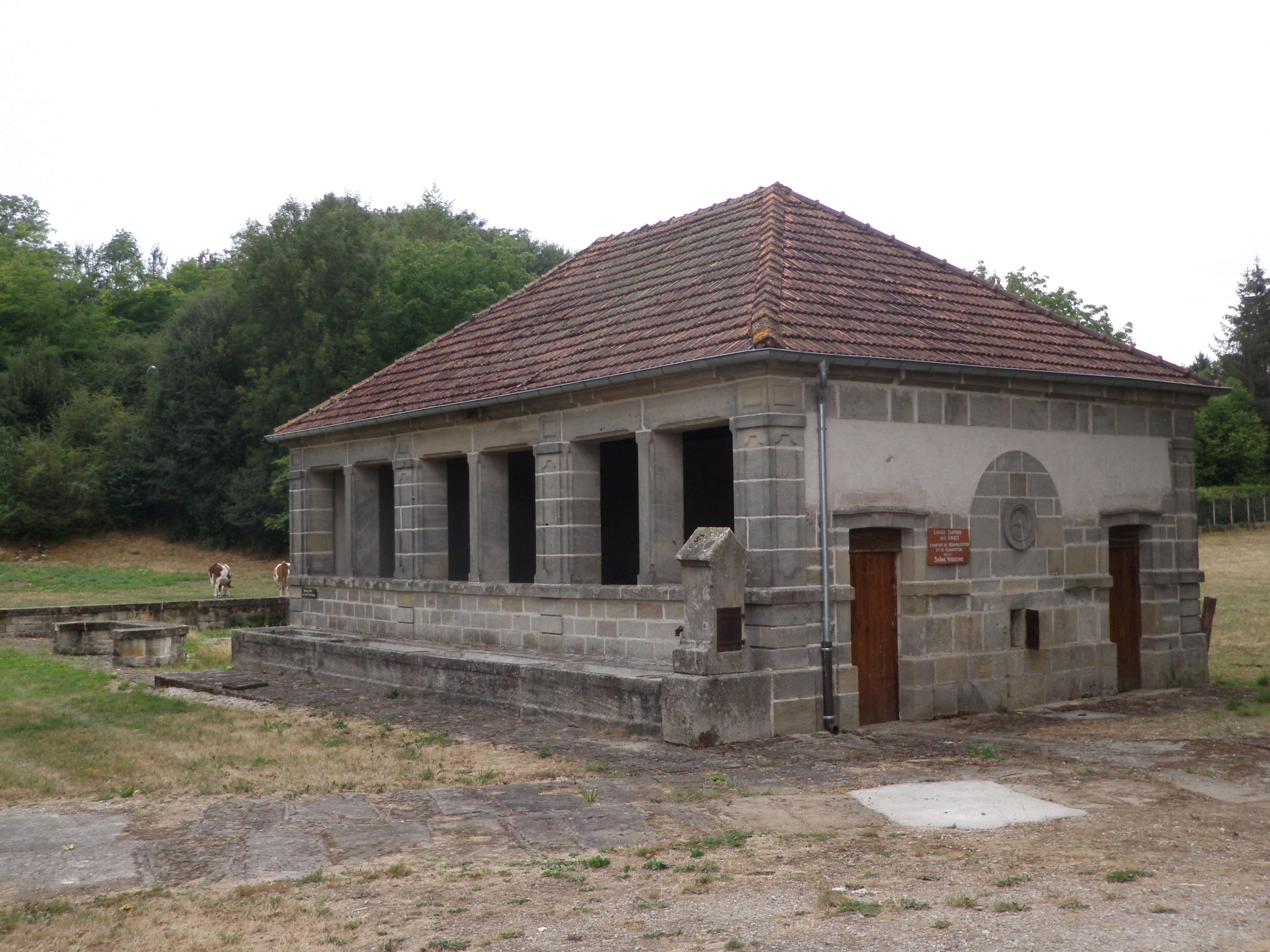
Lavoir-égayoir (extérieur).
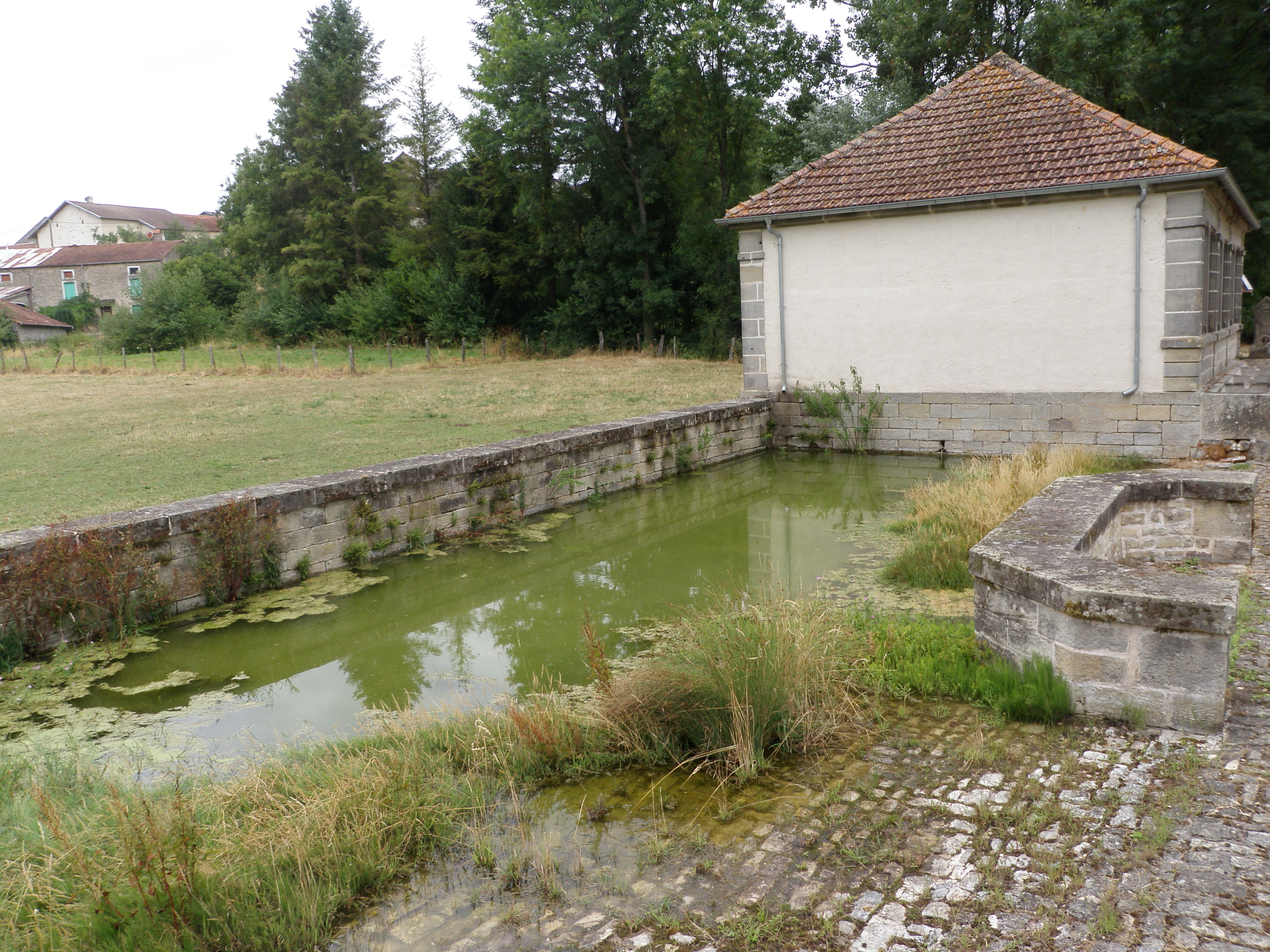
Lavoir-égayoir (extérieur).
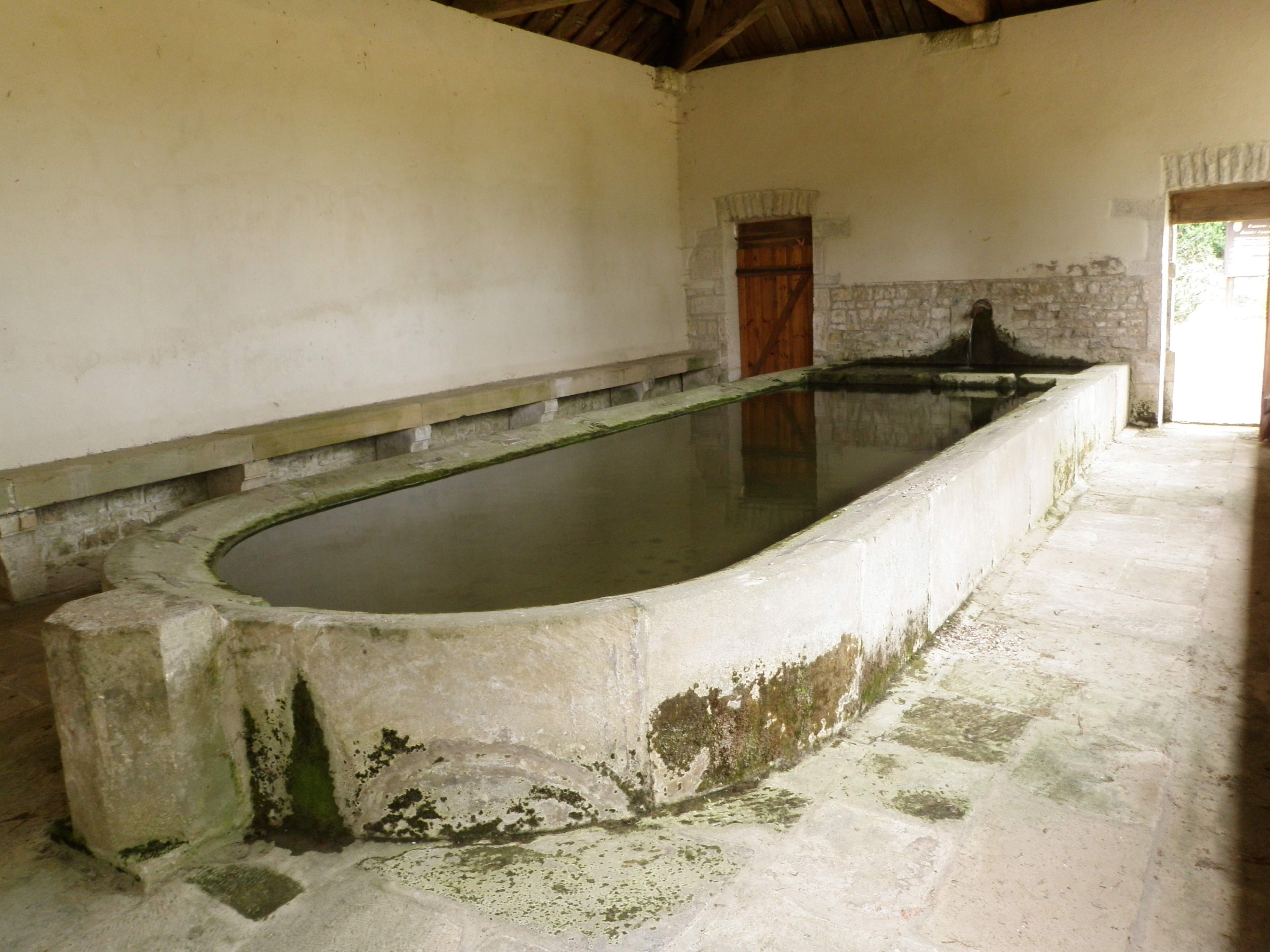
Lavoir-égayoir (intérieur).
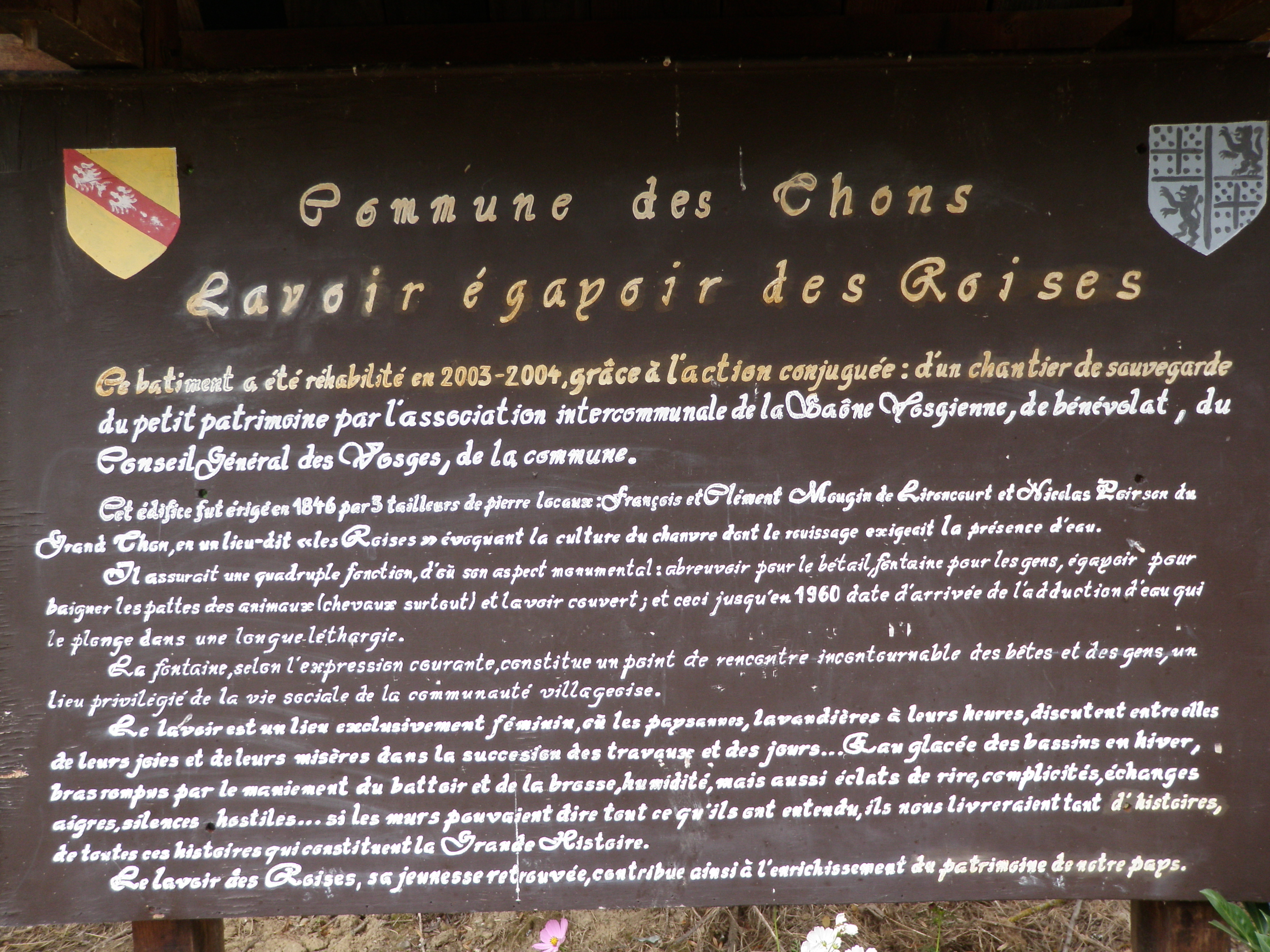
Panneau du lavoir-égayoir.
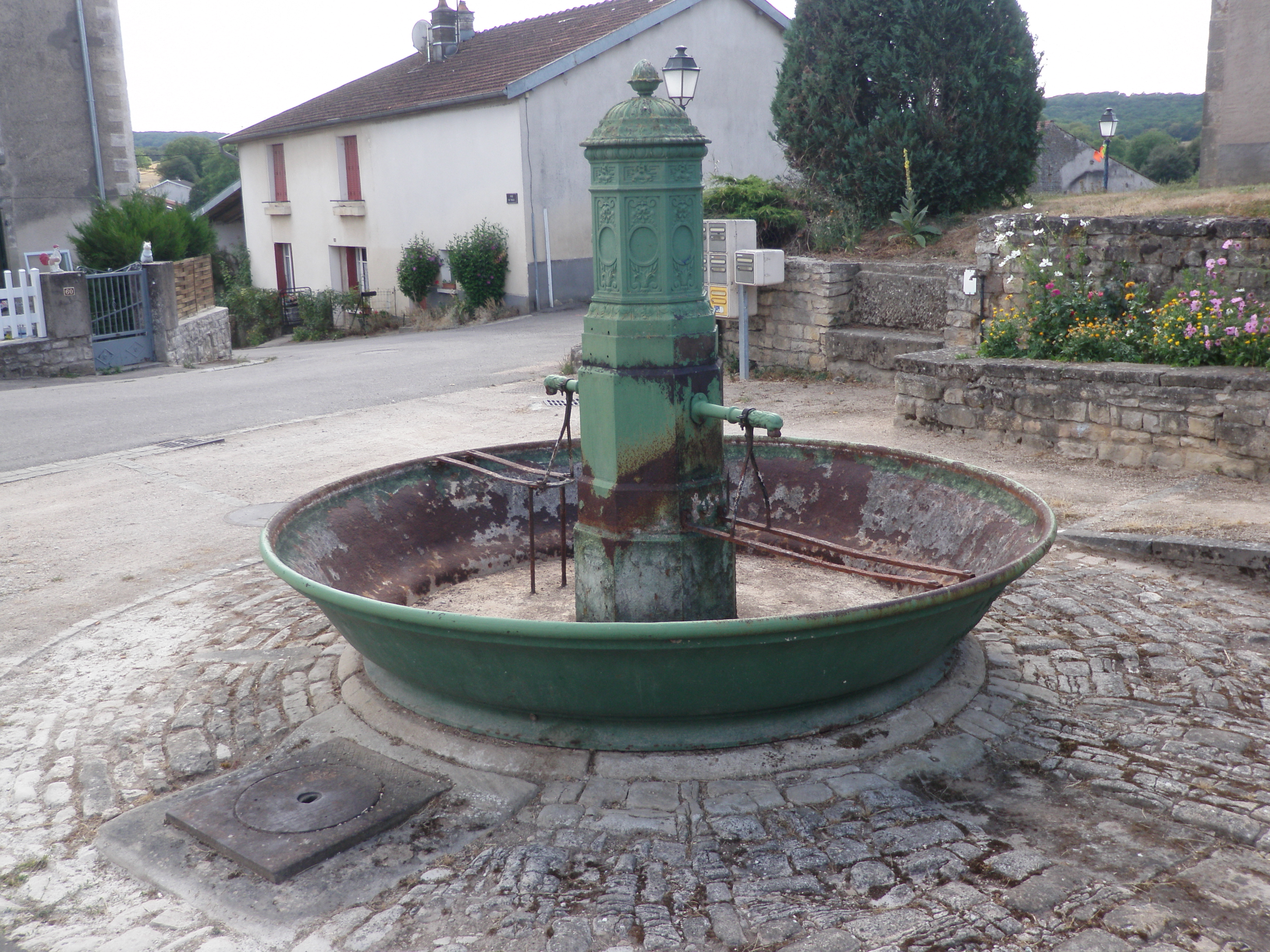
Fontaine métallique.
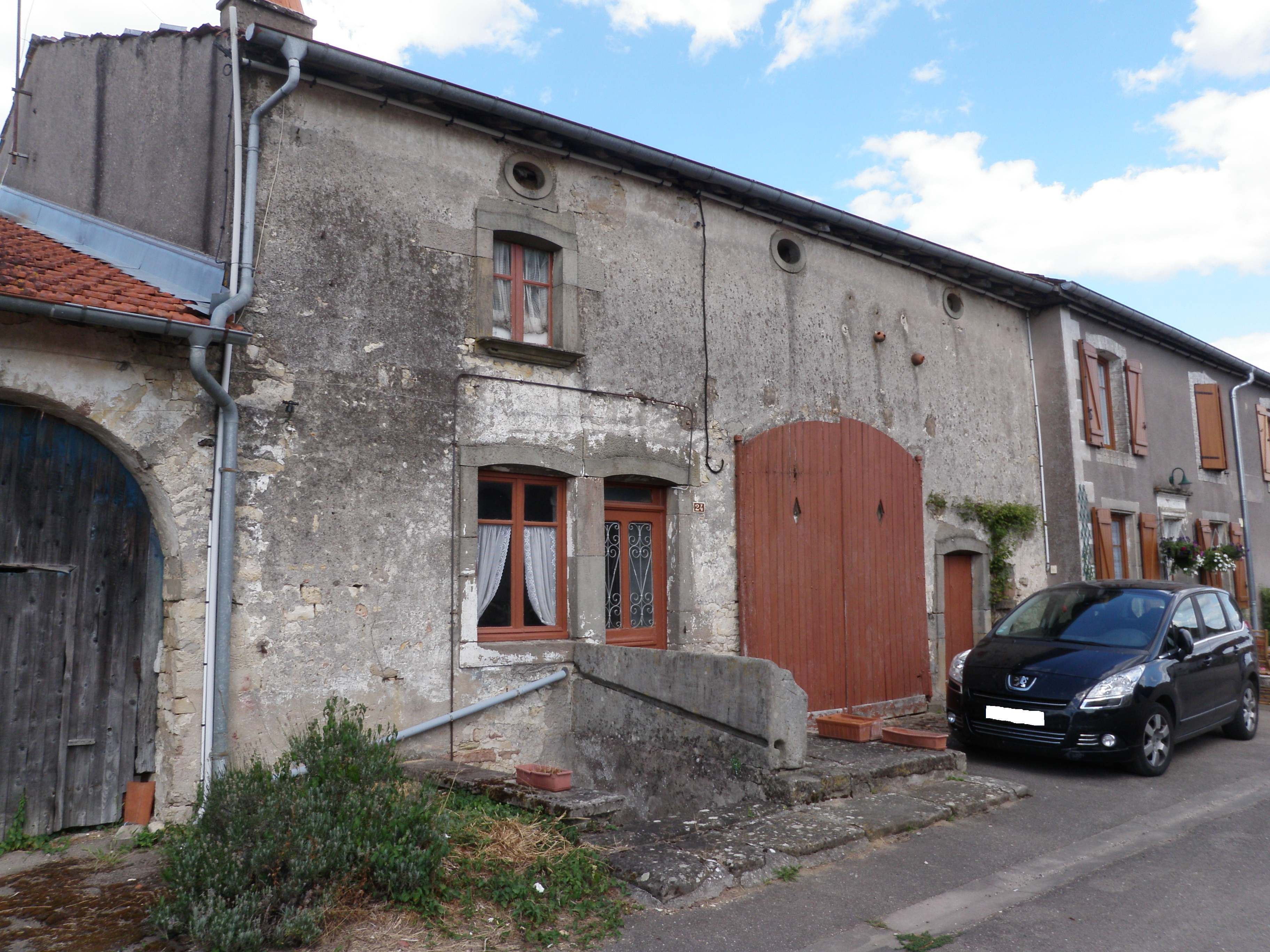
Maison, 24 rue des Tilleuls.
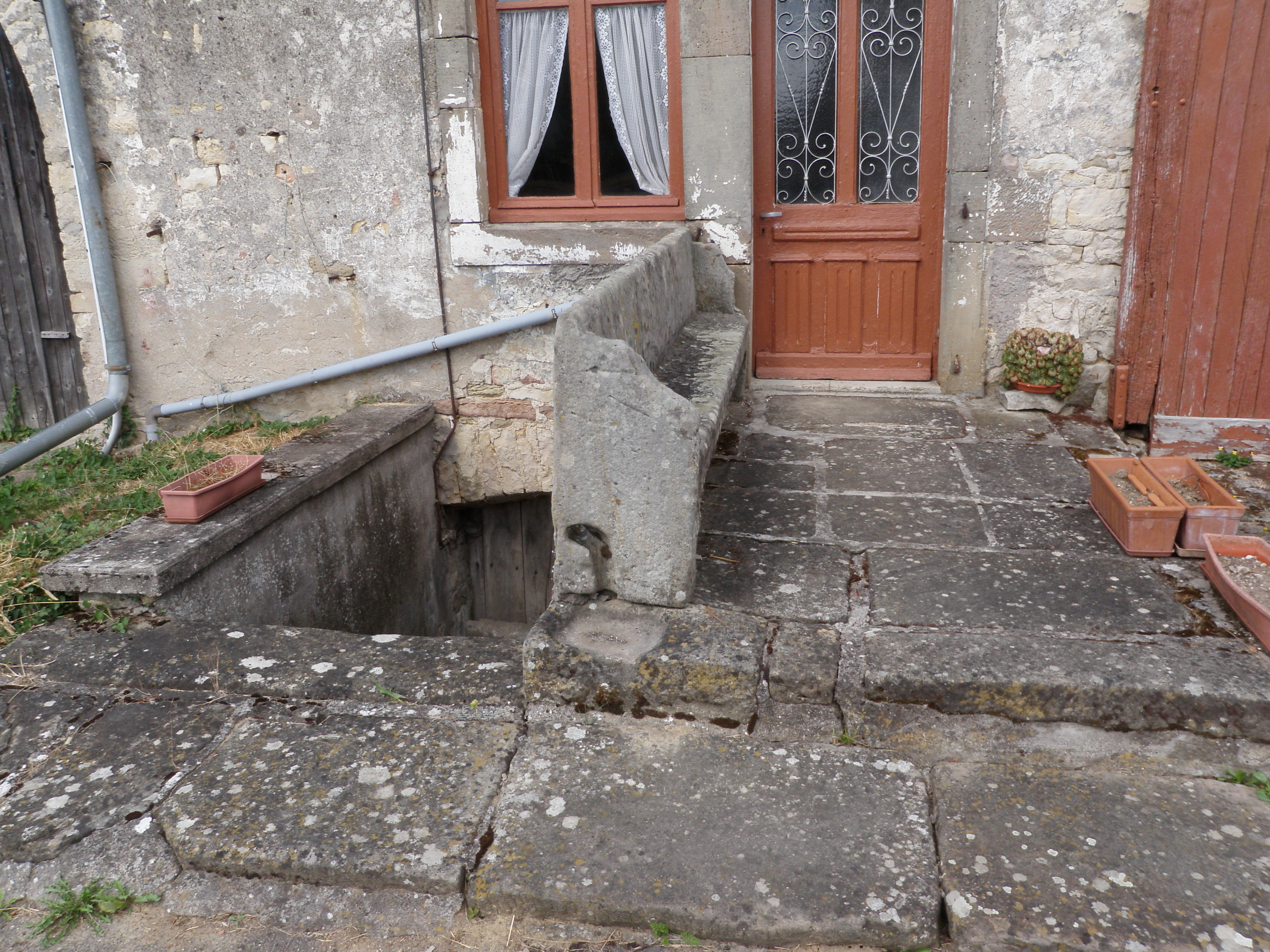
Détail du 24 rue des Tilleuls.
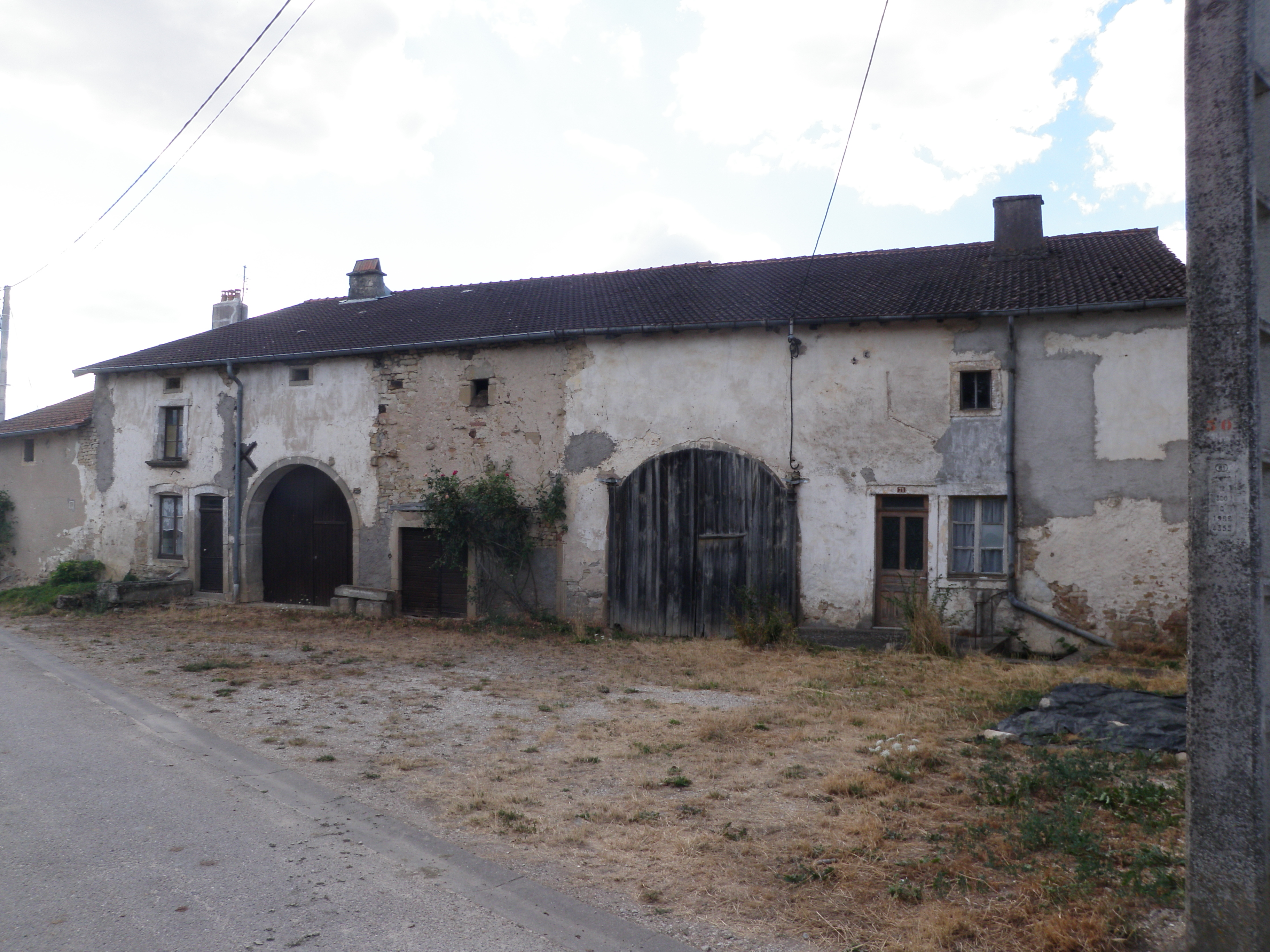
Maisons, 61 rue des Crés.
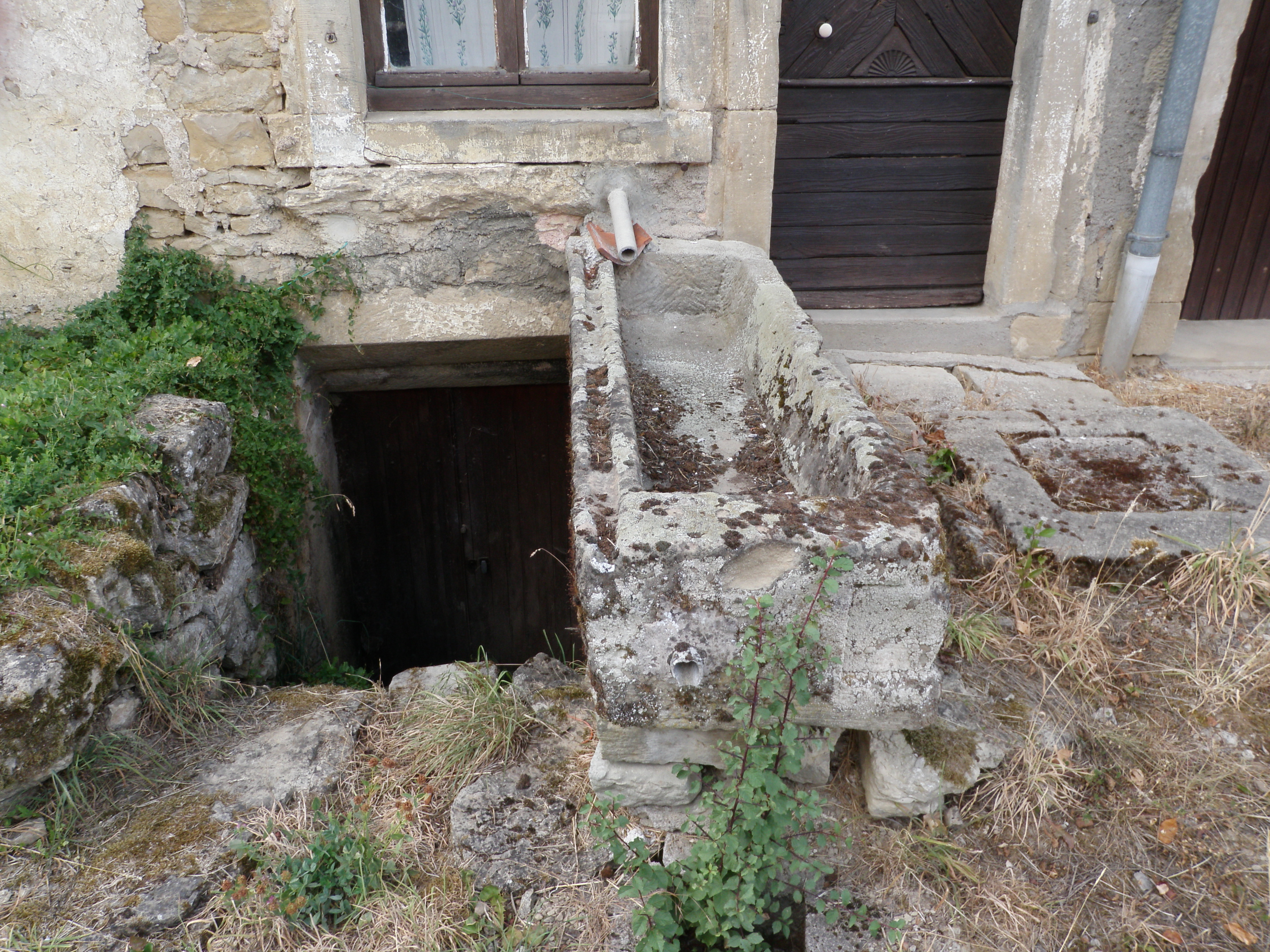
Détail du 61 rue des Crés.
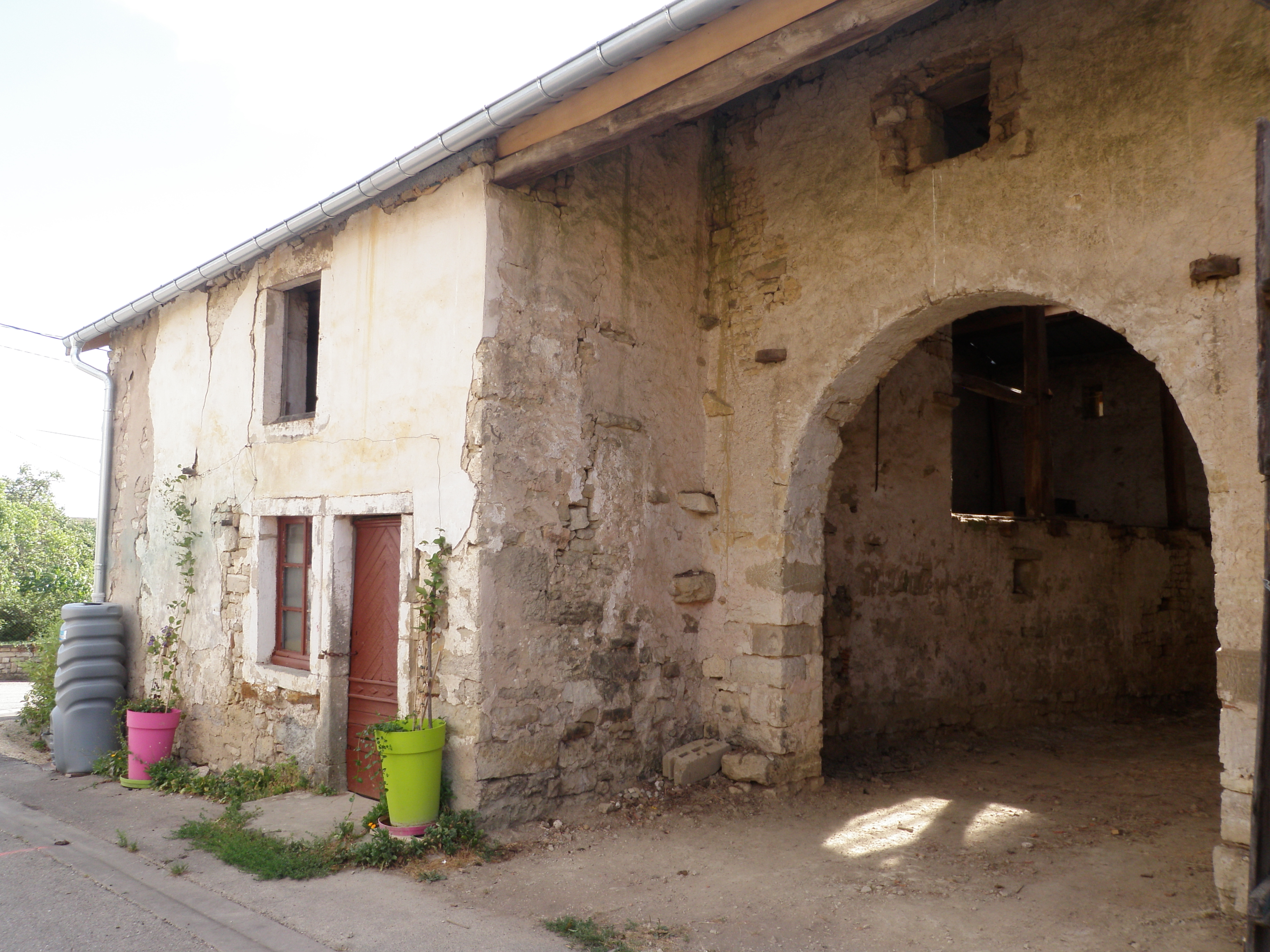
Maison, 226 rue de l'Église.
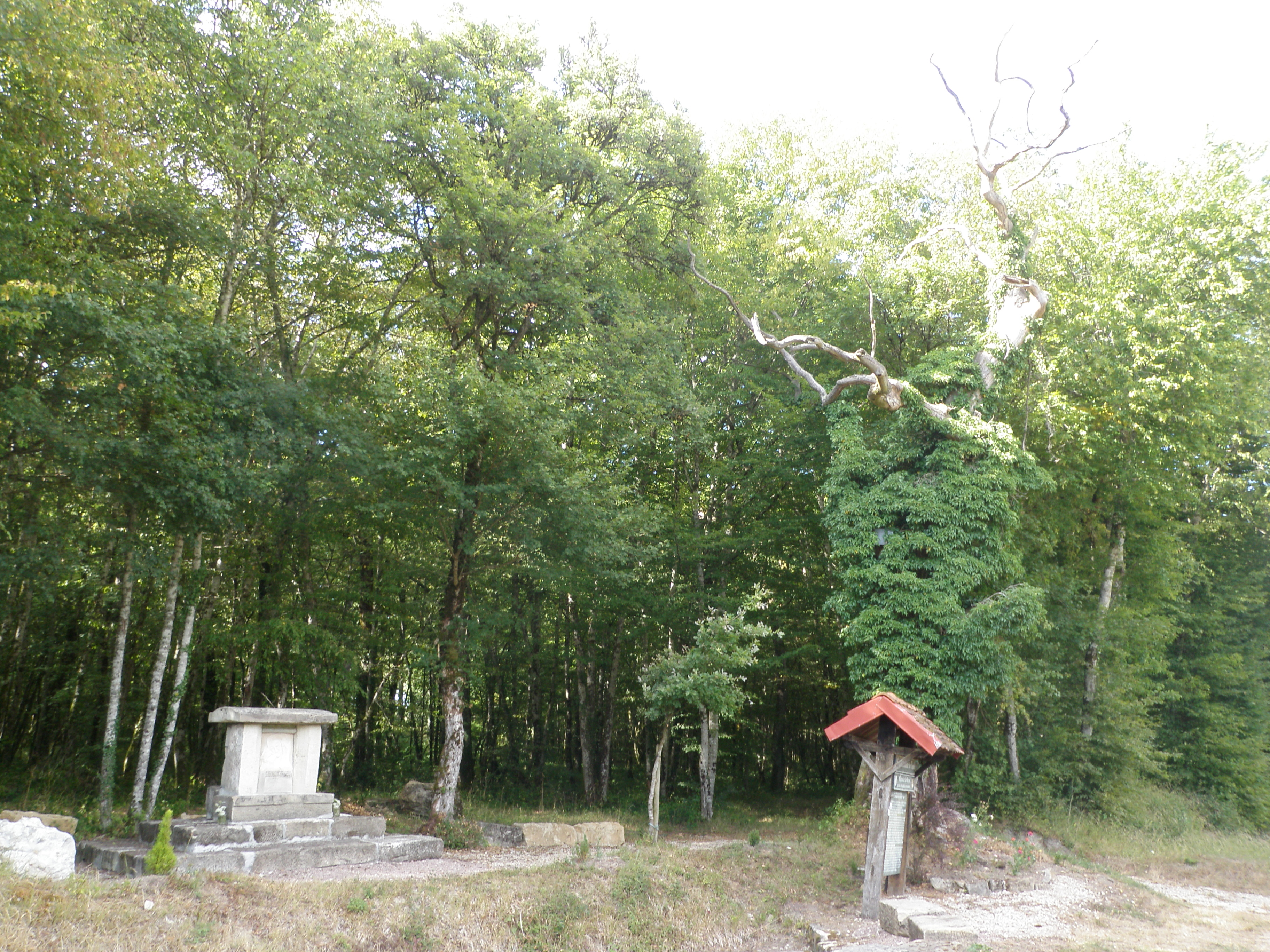
Site du Chêne de la Vierge.
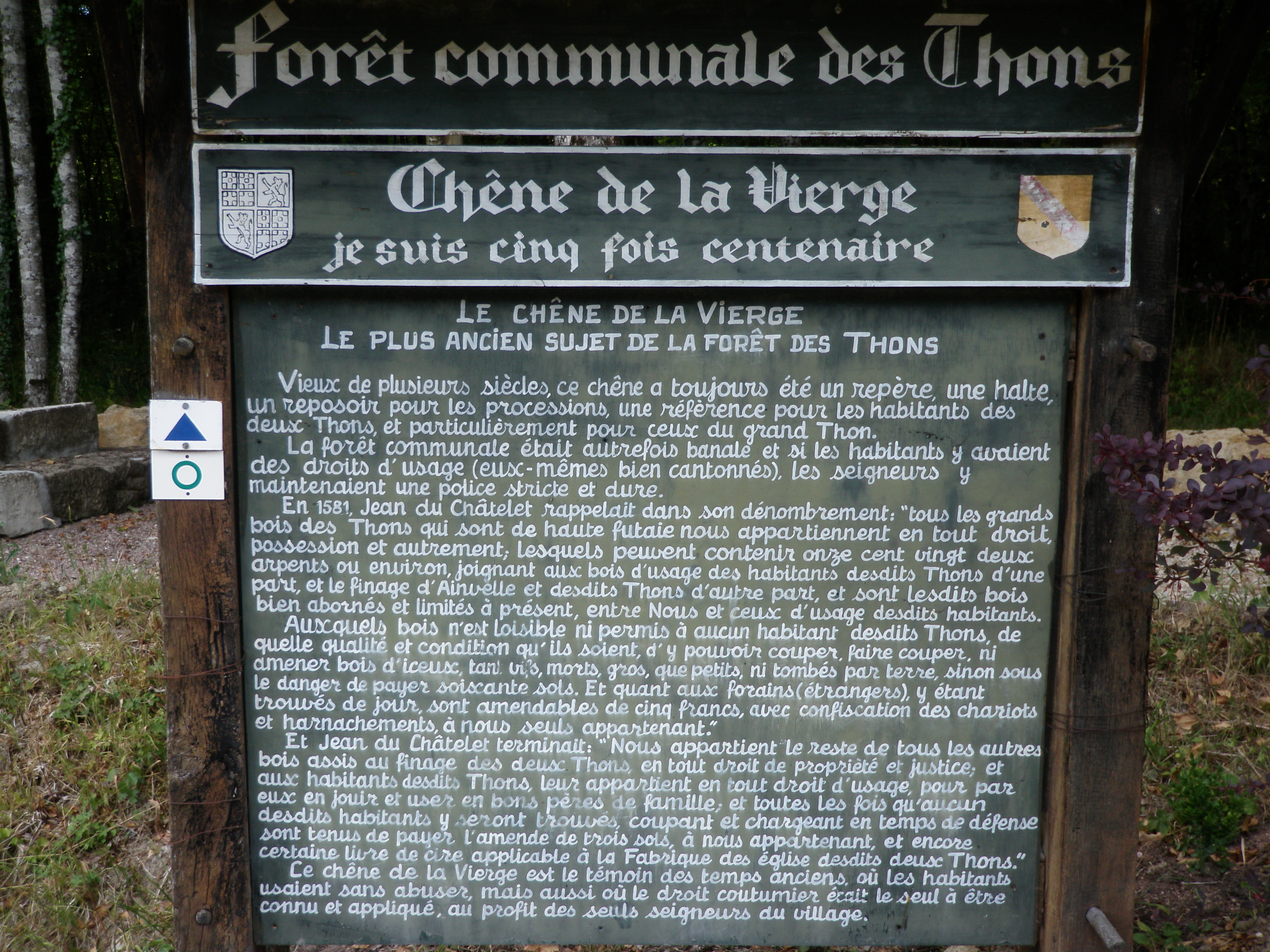
Panneau du Chêne de la Vierge.

### Personnalités liées à la commune
- Louis-Jacques Le Paige, officier au service de la Lorraine[32].

### Héraldique, logotype et devise
| Blason | Blasonnement : Écartelé aux 1 et 4 d’or à trois bandes de gueules et aux 2 et 3 d’azur à la croix d’or cantonnée de dix huit billettes du même cinq dans chaque canton du chef et quatre dans chaque canton de la pointe. Commentaires : Ce sont les armes de Guillaume de Saint Loup et Jeanne de Choiseul qui fondèrent le prieuré et firent construire le château. Ce blason est gravé dans une pierre de l'église couventuelle des Thons. |

## Pour approfondir